# Internationales Deutsches Turnfest 2017

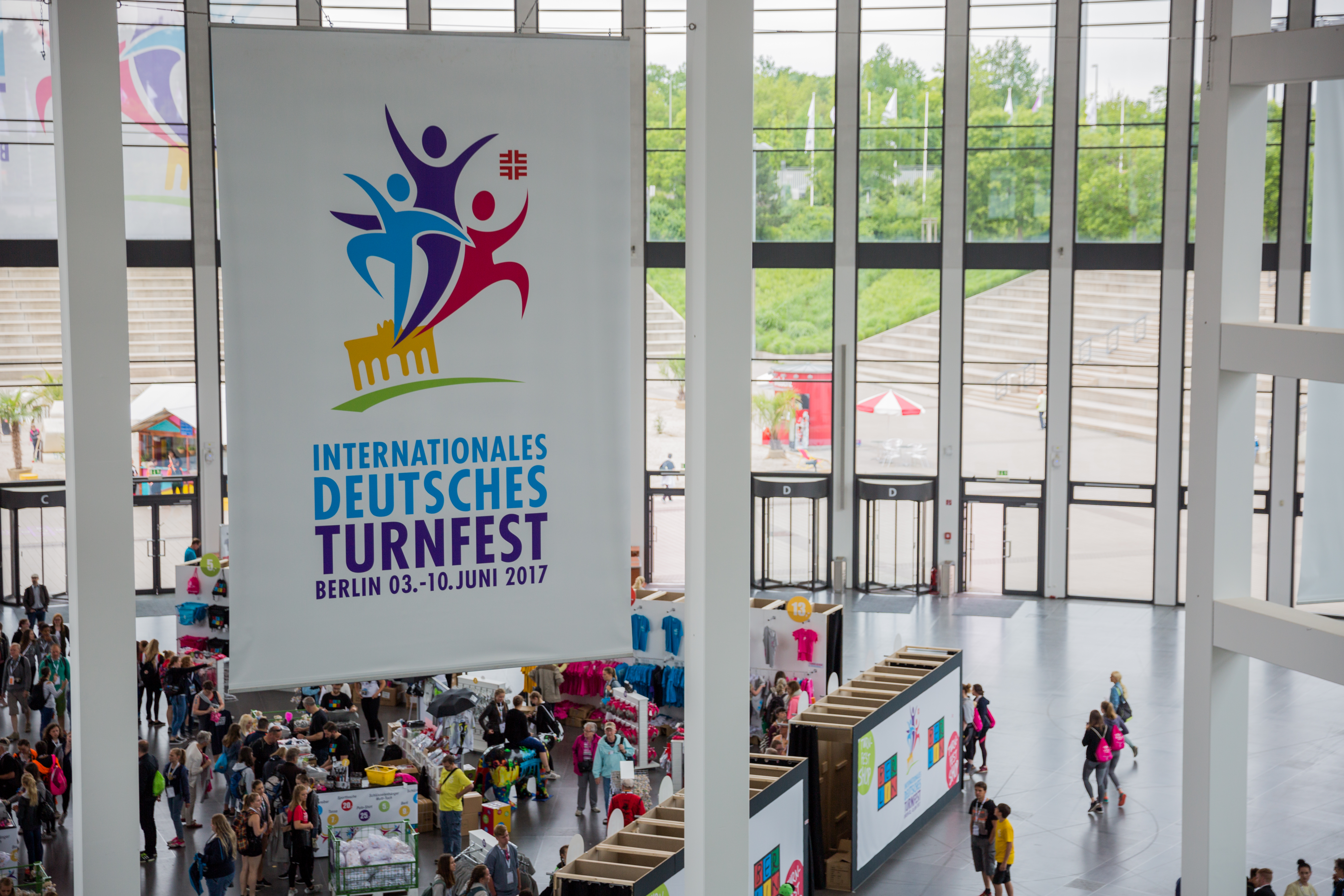
Turnfestbanner in der Messe Berlin

Das Internationale Deutsche Turnfest 2017 fand vom 3. bis 10. Juni 2017 in Berlin statt. Das Motto lautete: „Wie bunt ist das denn!“ Der deutsche Bundespräsident Frank-Walter Steinmeier war Schirmherr.

## Planungen und Vergabe
Am 19. November 2011 gaben Staatssekretär Thomas Härtel, DTB-Präsident Rainer Brechtken und BTFB-Präsident Frank Ebel bekannt, dass das Internationale Deutsche Turnfest 2017 in Berlin stattfindet. Berlin war alleinige Bewerberstadt und ist nach 1861, 1968, 1987 und 2005 zum fünften Mal Gastgeber der weltweit größten Wettkampf- und Breitensport-Veranstaltung. Anfang Januar 2015 wurde bekannt gegeben, dass das Turnfest vom 3. bis 10. Juni 2017 stattfindet. Das Organisationskomitee hatte zweieinhalb Jahre zuvor seine Arbeit aufgenommen.

## Rahmenprogramm
Im Rahmen des Turnfestes fanden mehrere Festveranstaltungen statt. So wurde am Samstag, den 3. Juni 2017 das internationale Turnfest vor ca. 400 geladenen Gästen aus Politik, Gesellschaft und Sport im AXICA Kongress- und Tagungszentrum in der DZ BANK mit einem Festakt feierlich eröffnet. Auf den Empfang folgte auf der Straße des 17. Juni mit rund 15.000 Turnern aus 22 Landesverbänden ein traditioneller Festumzug. Dieser endete mit der offiziellen Eröffnungsfeier auf der Bühne am Brandenburger Tor, auf der für die Besucher ein vielfältiges Showprogramm veranstaltet wurde. Der Olympia-Turner Andreas Toba gab nach neunmonatiger Pause wegen eines Kreuzbandrisses in Rio de Janeiro sein Comeback am Pauschenpferd.
Neben verschiedenen Turnshows von Hobby- wie Leistungssportlern und einer Messe zum Thema Turnsport auf dem Messegelände Berlin fand auch eine Stadiongala mit über 6.000 Beteiligten im Olympiastadion Berlin am 6. Juni 2017 statt. Die Gala wurde von 55.000 Zuschauern besucht, Bundeskanzlerin Angela Merkel hielt eine Ansprache und der ehemalige Turn-Weltmeister Eberhard Gienger ist mit seinem 5192. Sprung aus 1000 Metern Höhe mit dem Fallschirm punktgenau in der Arena gelandet. Der Reck-Olympiasieger Fabian Hambüchen wurde im Rahmen der Veranstaltung nach 14 Jahren aus seiner internationalen Laufbahn verabschiedet.

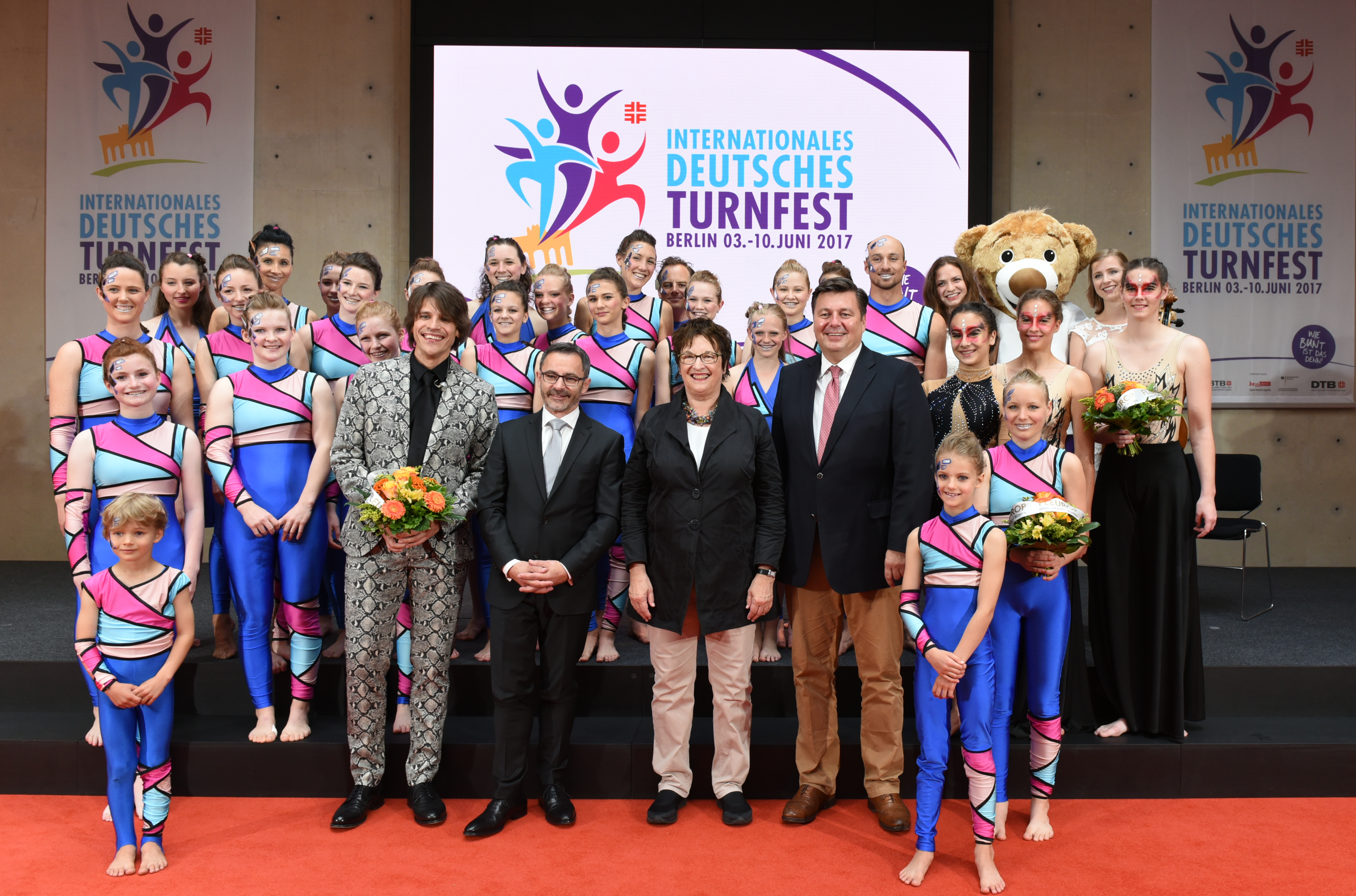
Festakt (weitere Bilder)
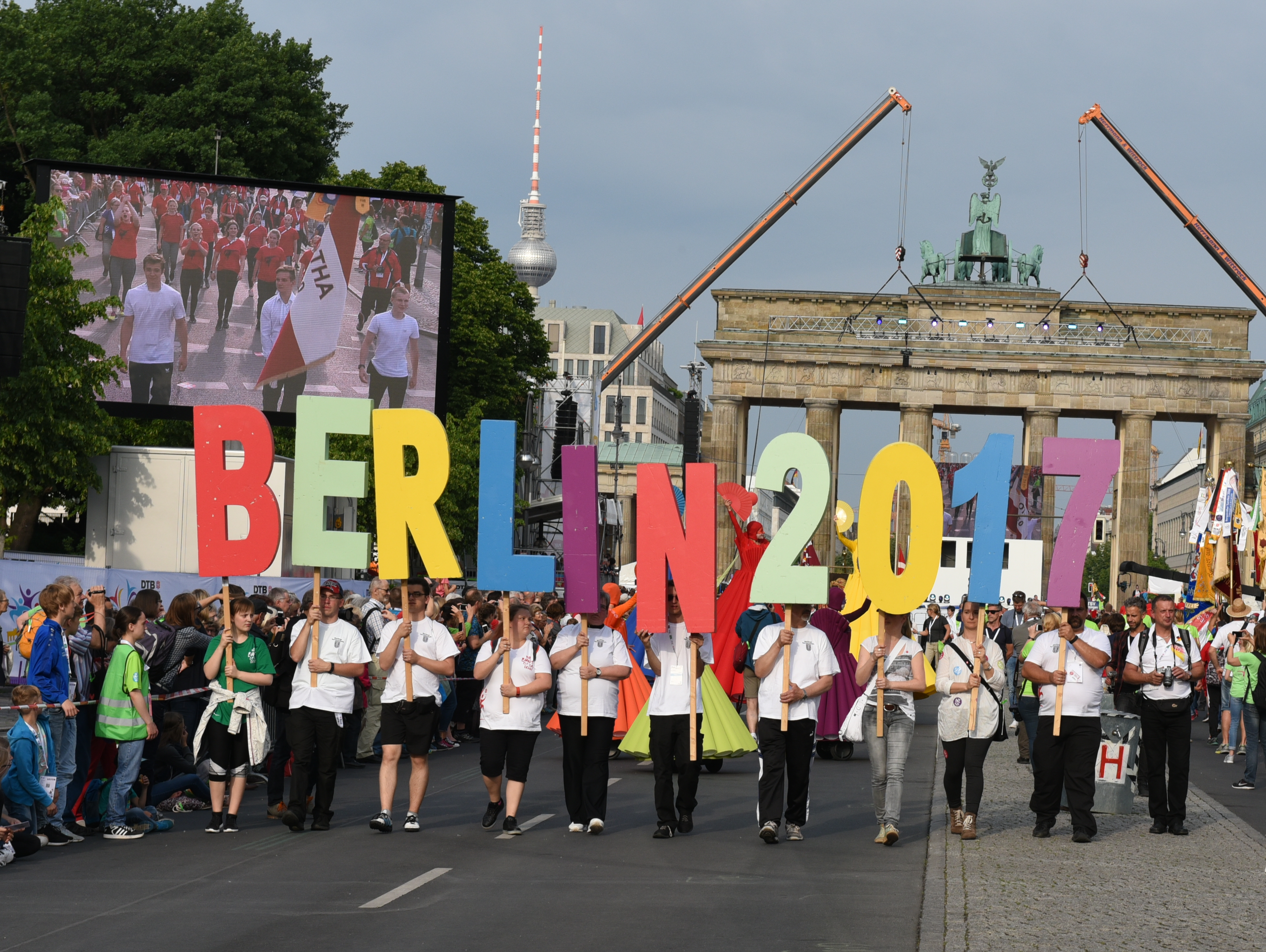
Festzug (Bilder)
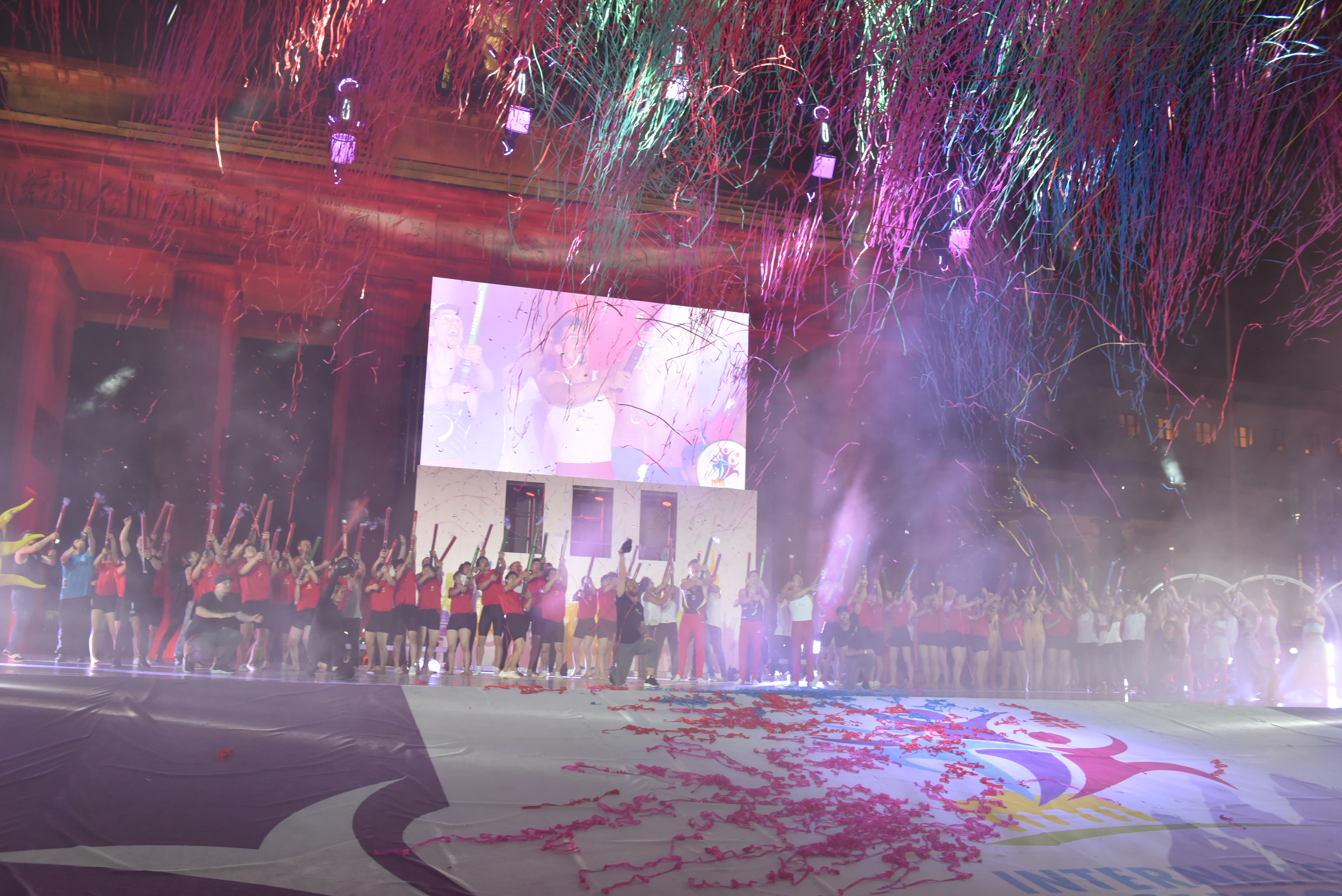
Eröffnungsfeier (Bilder)
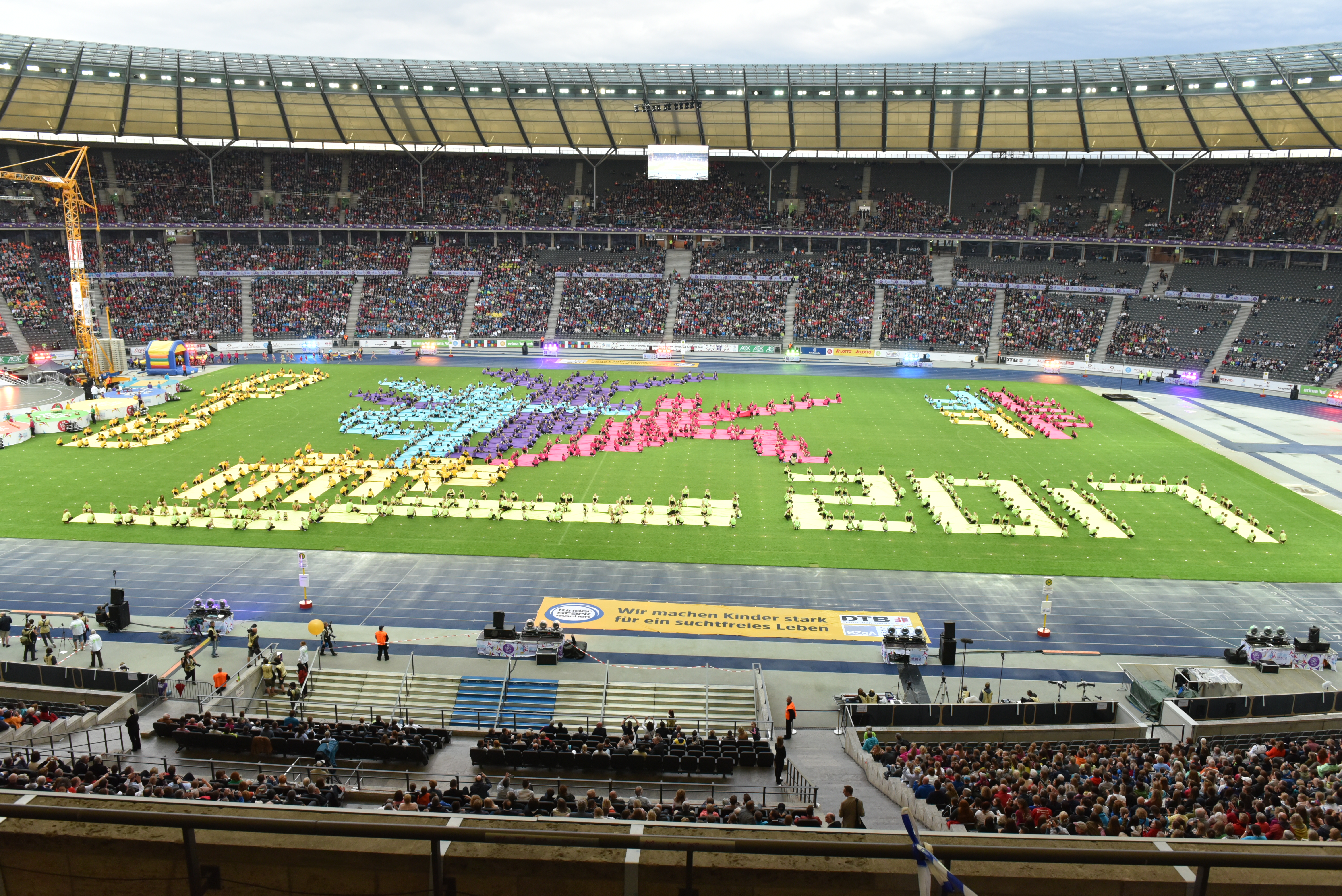
Stadiongala (Bilder)
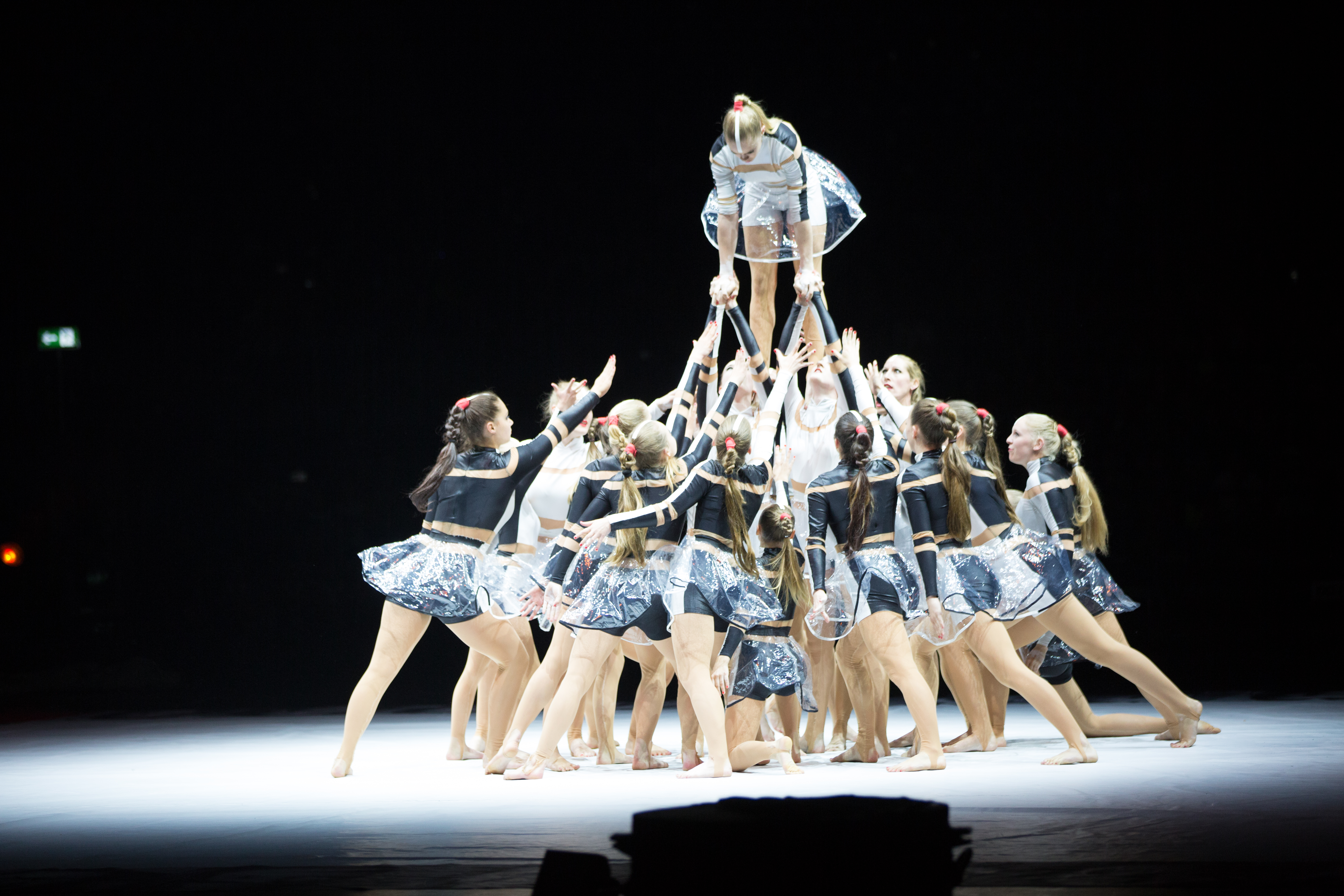
Turnfestgala (Bilder)
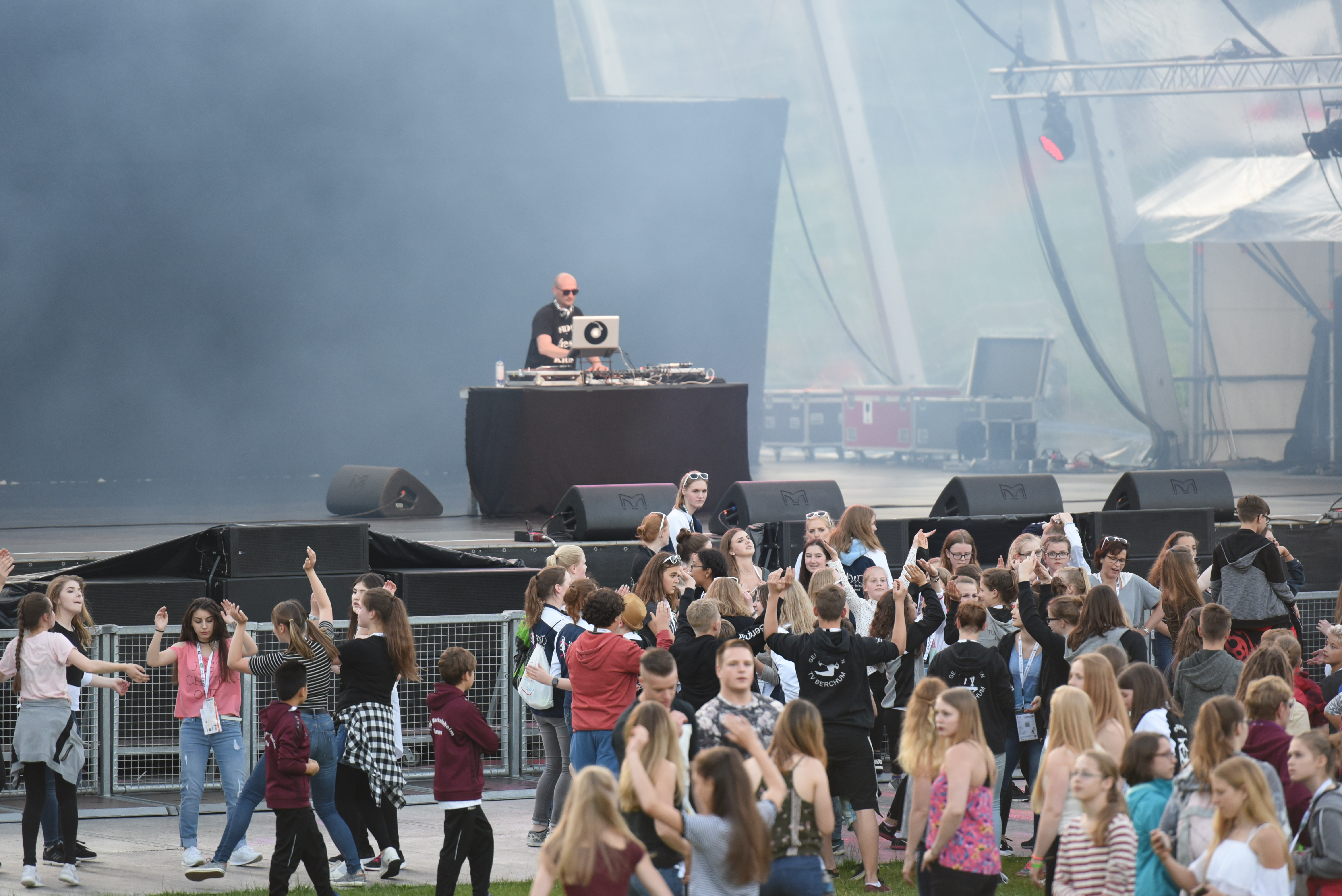
Tuju Party (Bilder)

## Meisterschaften
Im Rahmen des Turnfestes fanden diverse Meisterschaften statt, darunter die Deutschen Meisterschaften und Jugendmeisterschaften im Gerätturnen.

### Deutsche Meisterschaften im Gerätturnen weiblich
Elisabeth Seitz (MTV Stuttgart) erreichte ihren sechsten Mehrkampftitel bei der Deutschen Meisterschaft mit 0,1 Punkten vor Pauline Schäfer (TUS Chemnitz-Altendorf), auf den dritten Platz kam Kim Bui (MTV Stuttgart). Seitz konnte sich auch ihren dritten Titel am Schwebebalken und den ebenfalls sechsten Titel am Stufenbarren (und dritten in Folge) sichern. Am Schwebebalken löste sie dabei Pauline Schäfer ab, die zuvor drei Titel in Folge an diesem Gerät gewonnen hatte. Schäfer sicherte sich jedoch den zweiten Titel in Folge am Boden, wie auch Pauline Tratz (TSV Rintheim) am Sprung.

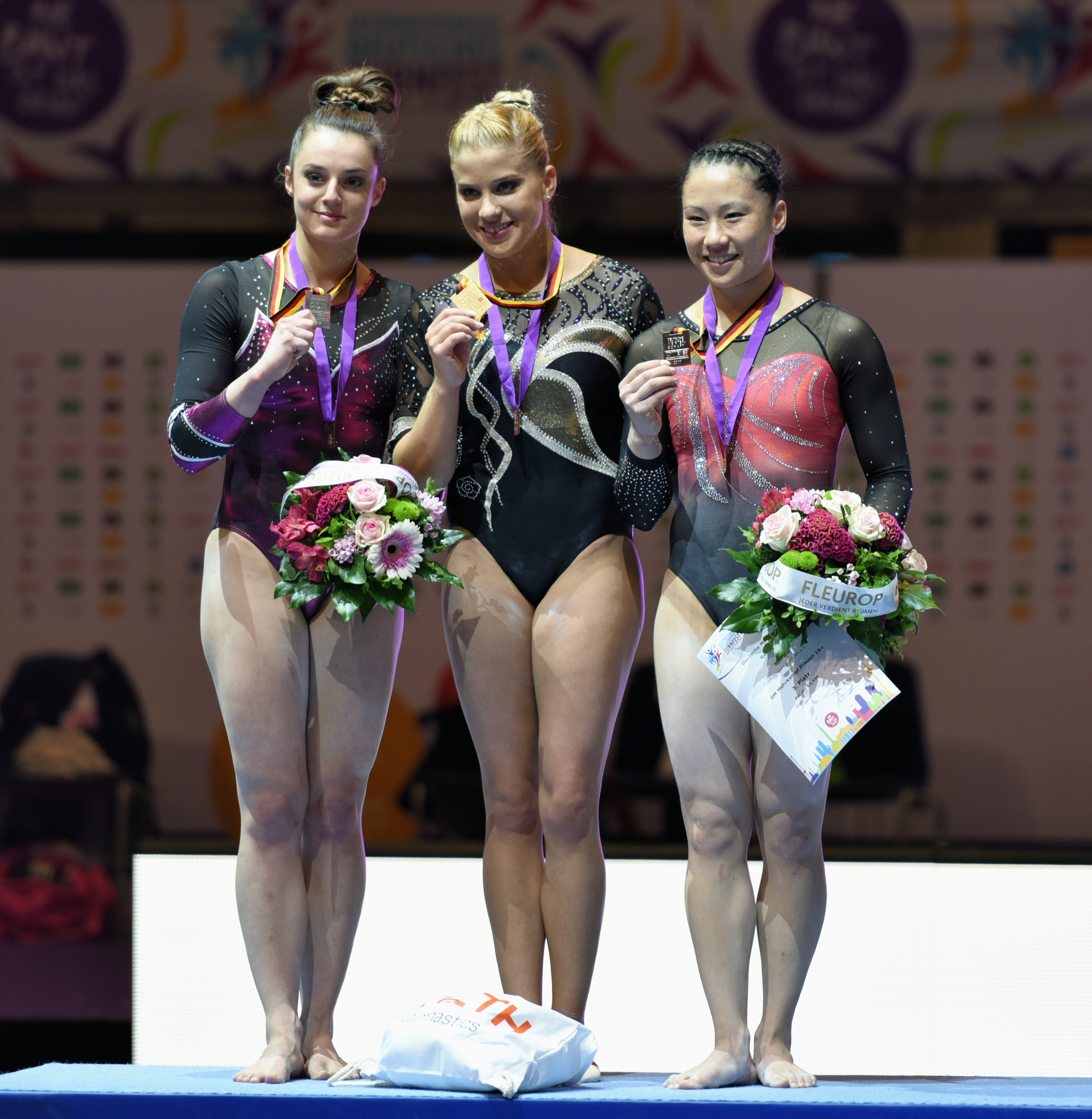
Ehrung der Siegerinnen im Mehrkampf 2017, von links nach rechts: Pauline Schäfer (Silber), Elisabeth Seitz (Gold) und Kim Bui (Bronze). (weitere Bilder)
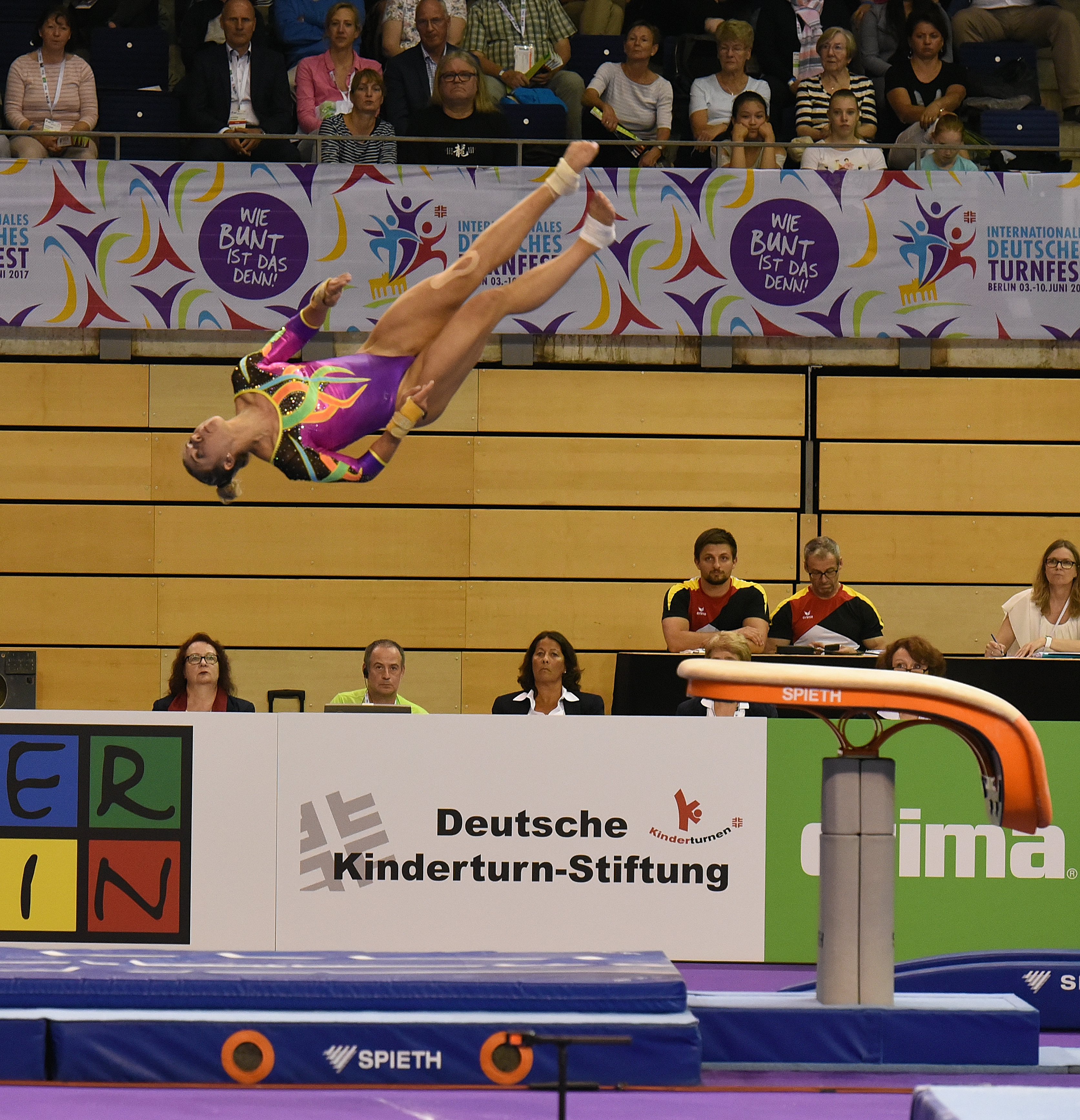
Pauline Tratz am Sprung im Mehrkampf
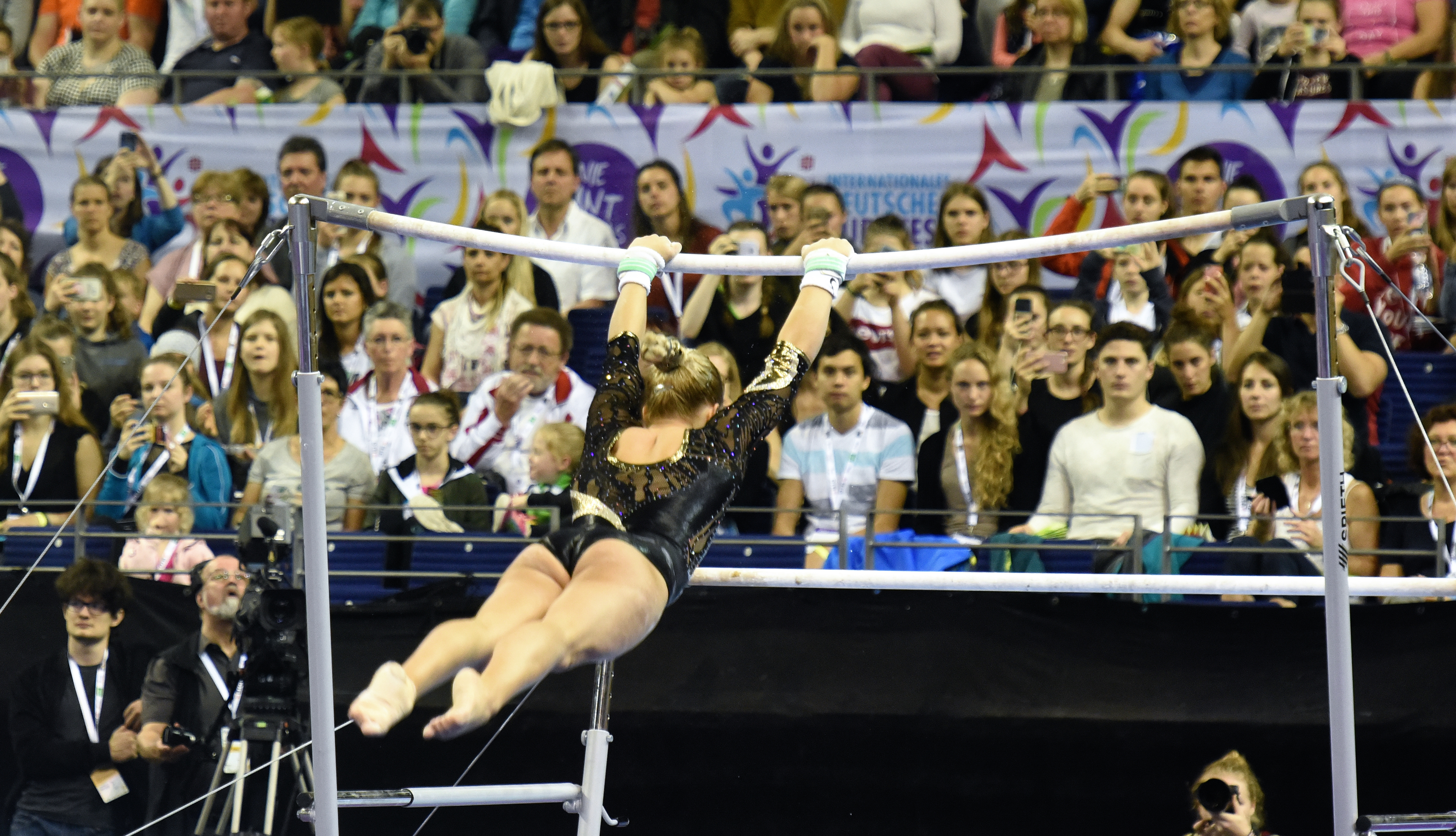
Elisabeth Seitz am Stufenbarren
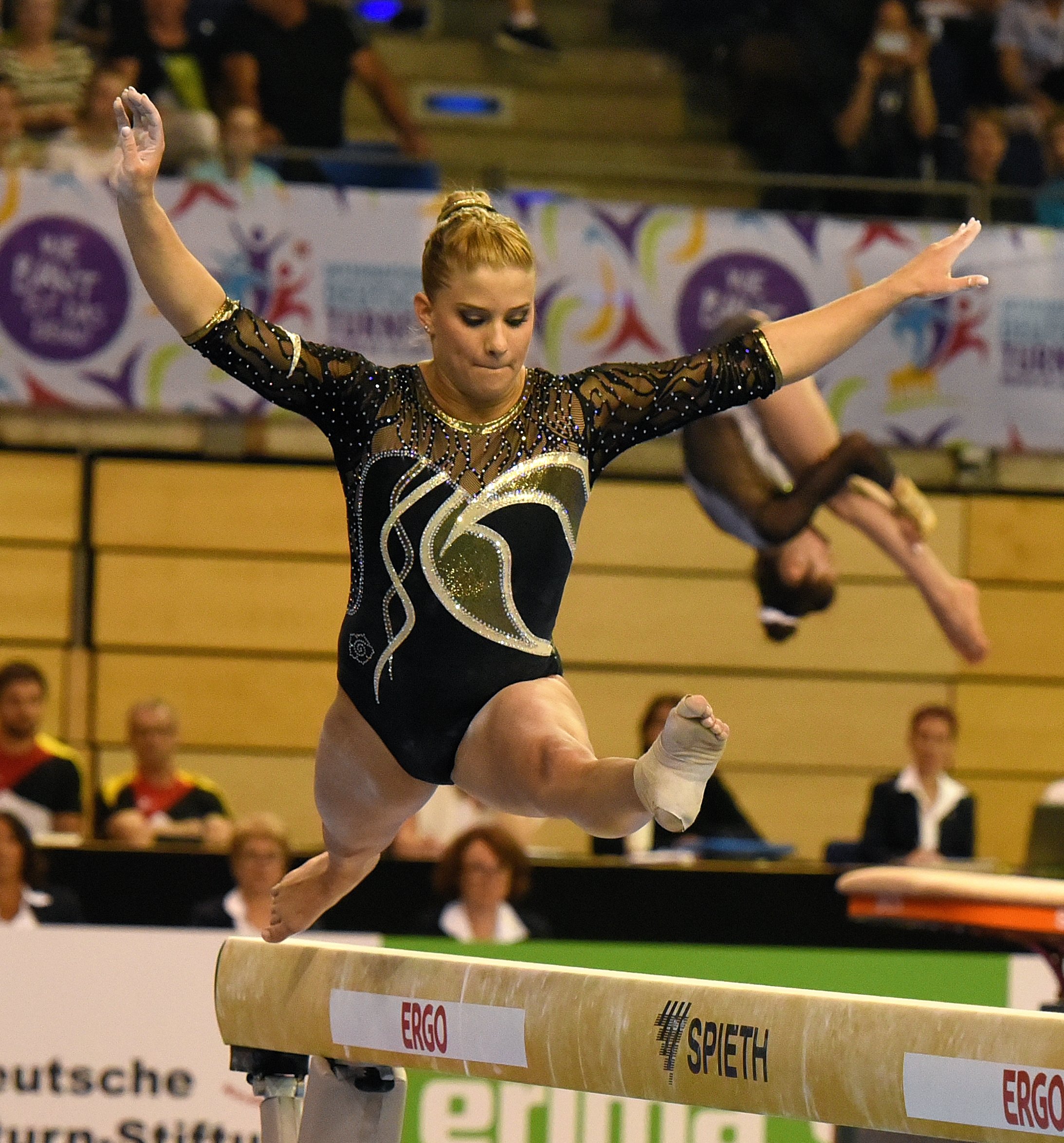
Elisabeth Seitz beim Sprung in den Querspagat am Schwebebalken
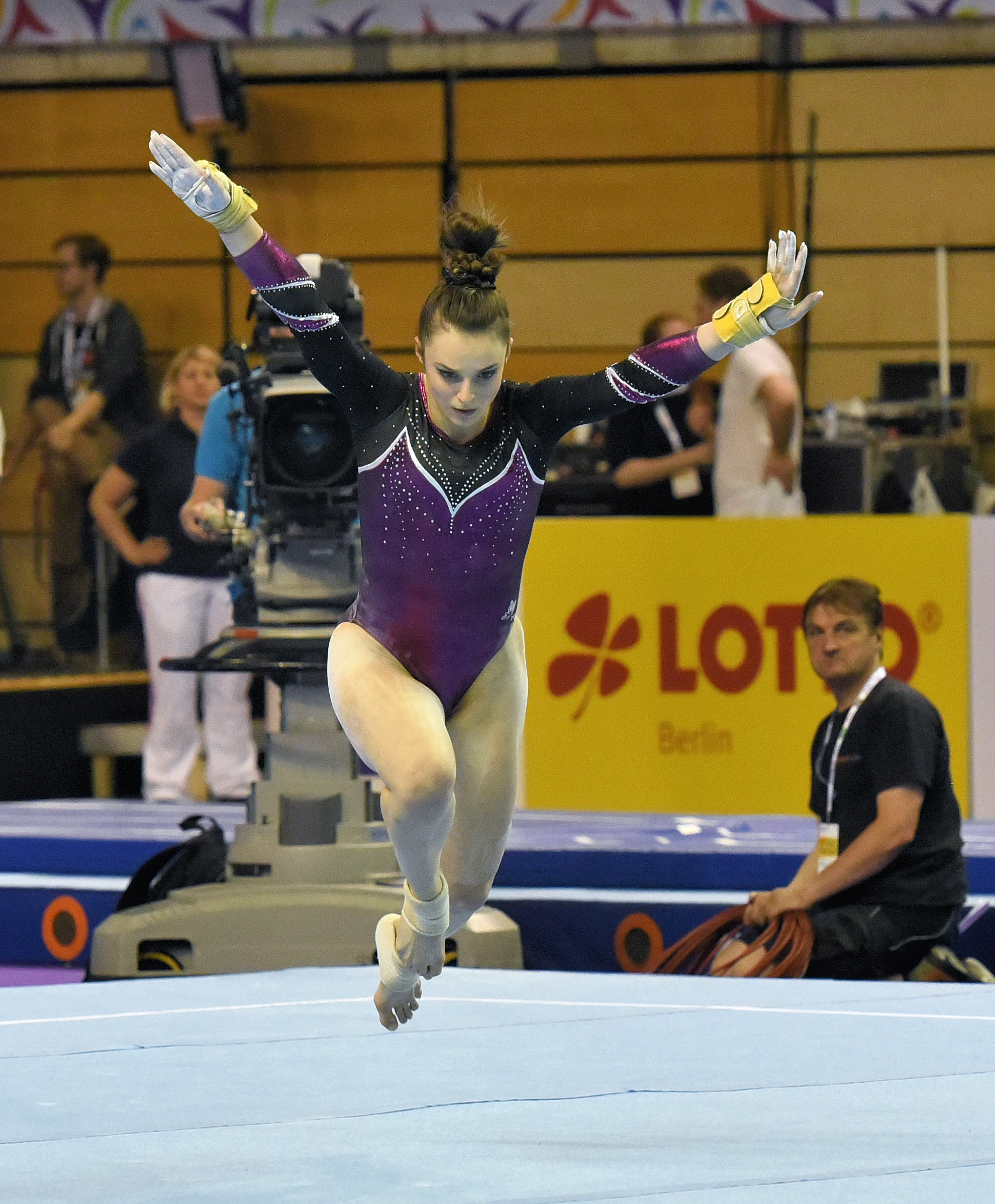
Pauline Schäfer am Boden

### Deutsche Meisterschaften im Gerätturnen männlich
Nach dem Karriereende des mehrfachen Gewinners Fabian Hambüchen (2005 bis 2009 und 2012 bis 2015) und der Verletzung des Vorjahressiegers Andreas Toba bei den Olympischen Sommerspielen 2016 wurde ein neuer deutscher Mehrkampfmeister gesucht, denn auch der Mehrkampfmeister des Jahres 2010, Marcel Nguyen, trat nur an seinen Spezialgeräten Ringe und Barren an, in denen er bei diesen Meisterschaften auch seinen jeweils siebten Titel erringen konnte.
Den Mehrkampf konnte Lukas Dauser (TSV Unterhaching) mit 0,05 Punkten vor seinem Berliner Trainingskollegen Philipp Herder (SC Berlin) für sich entscheiden und erreichte damit seinen zweiten Titel nach der Goldmedaille am Barren im Vorjahr. Herder sicherte sich mit der Goldmedaille am Boden jedoch seinen ersten Einzeltitel. Dritter im Mehrkampf wurde Ivan Rittschik (KTV Chemnitz), der auch seinen zweiten Titel am Pauschenpferd erreichen konnte. Bei seinen ersten Deutschen Meisterschaften der Senioren setzte sich Nick Klessing (SV Halle) gegen die Konkurrenz am Sprung durch und belegte im Mehrkampf den vierten Platz. Ebenfalls seinen ersten Einzeltitel erreichte Felix Pohl (VfL Kirchheim unter Teck) am Reck. Dauser verletzte sich bei seiner Übung an den Ringen während der Gerätefinals am Knie und fiel im Anschluss mehrere Monate mit einem Kreuzbandriss aus.

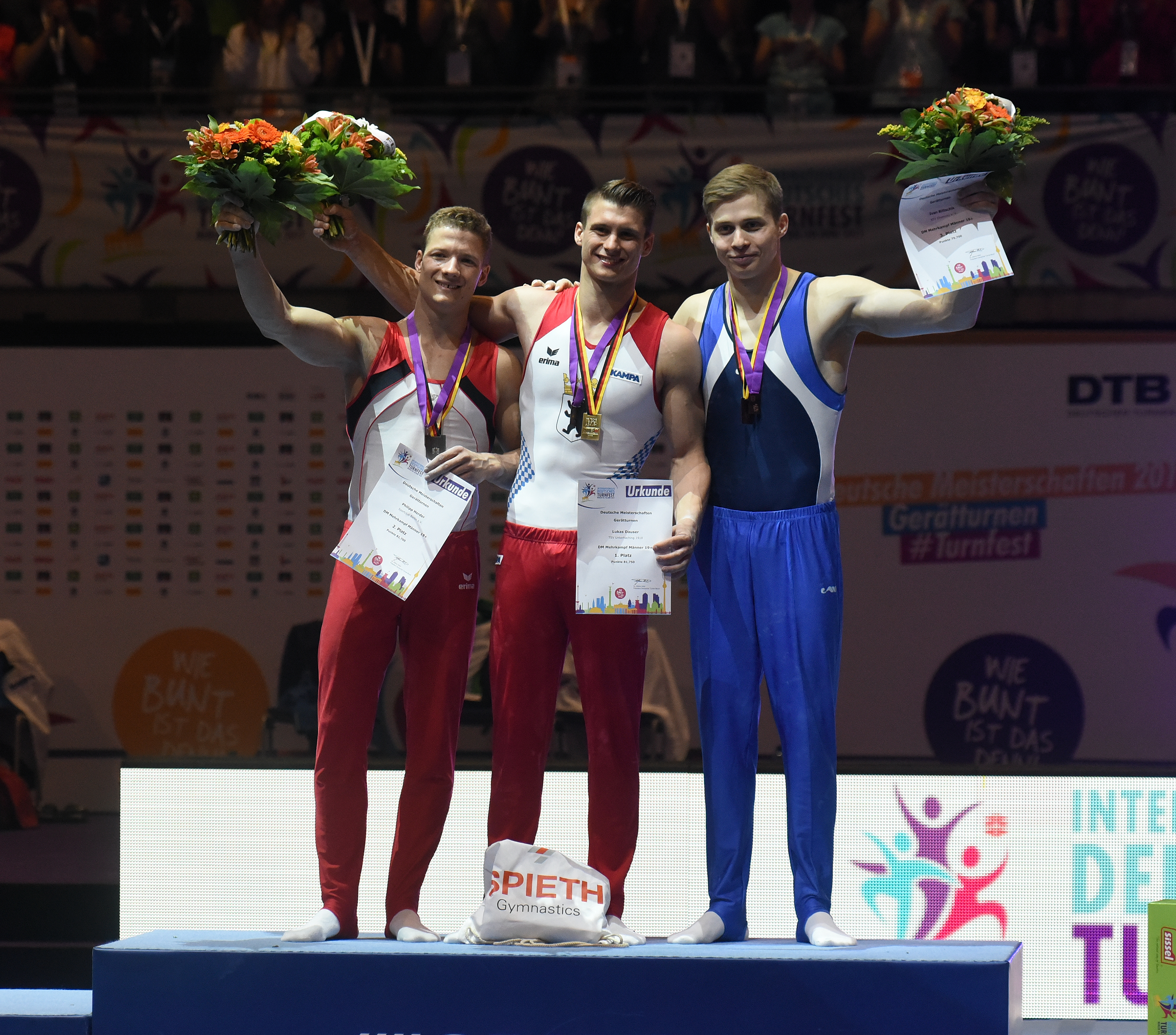
Siegerehrung im Mehrkampf 2017, von links nach rechts: Philipp Herder (Silber), Lukas Dauser (Gold) und Ivan Rittschik (Bronze). (weitere Bilder)
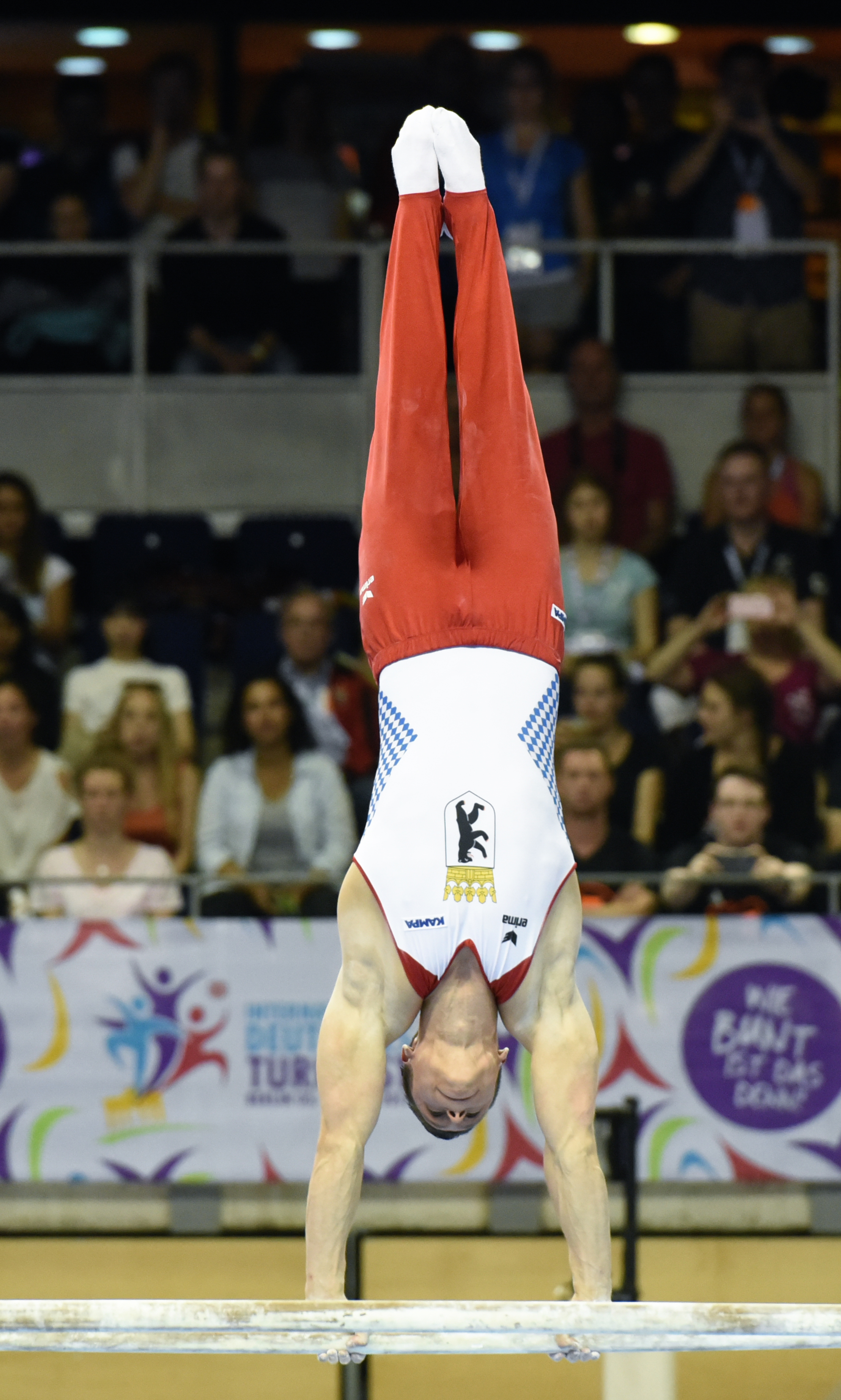
Lukas Dauser im Handstand auf einem Holm am Barren beim Mehrkampf
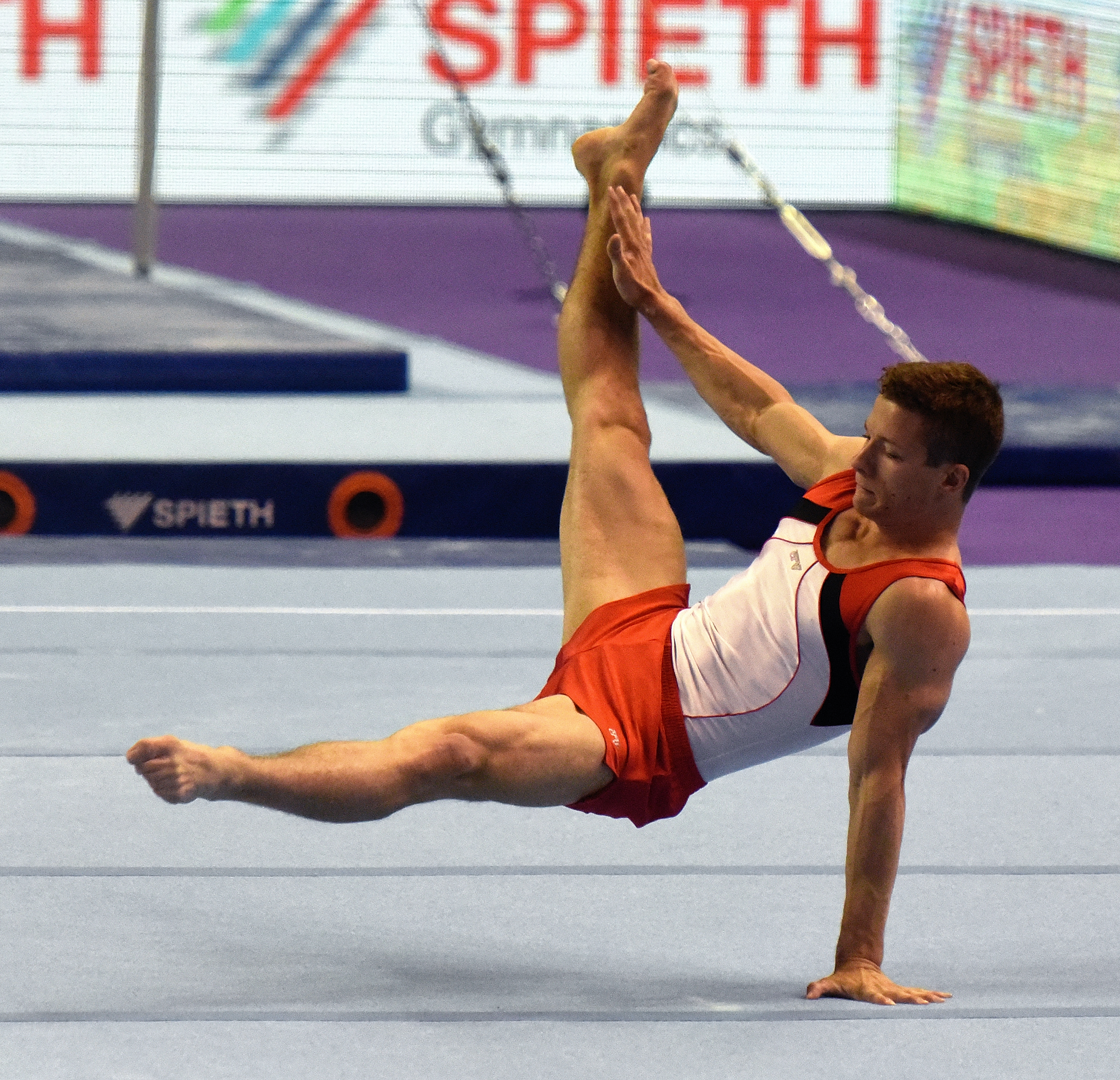
Philipp Herder mit gespreizten Kreisflanken am Boden
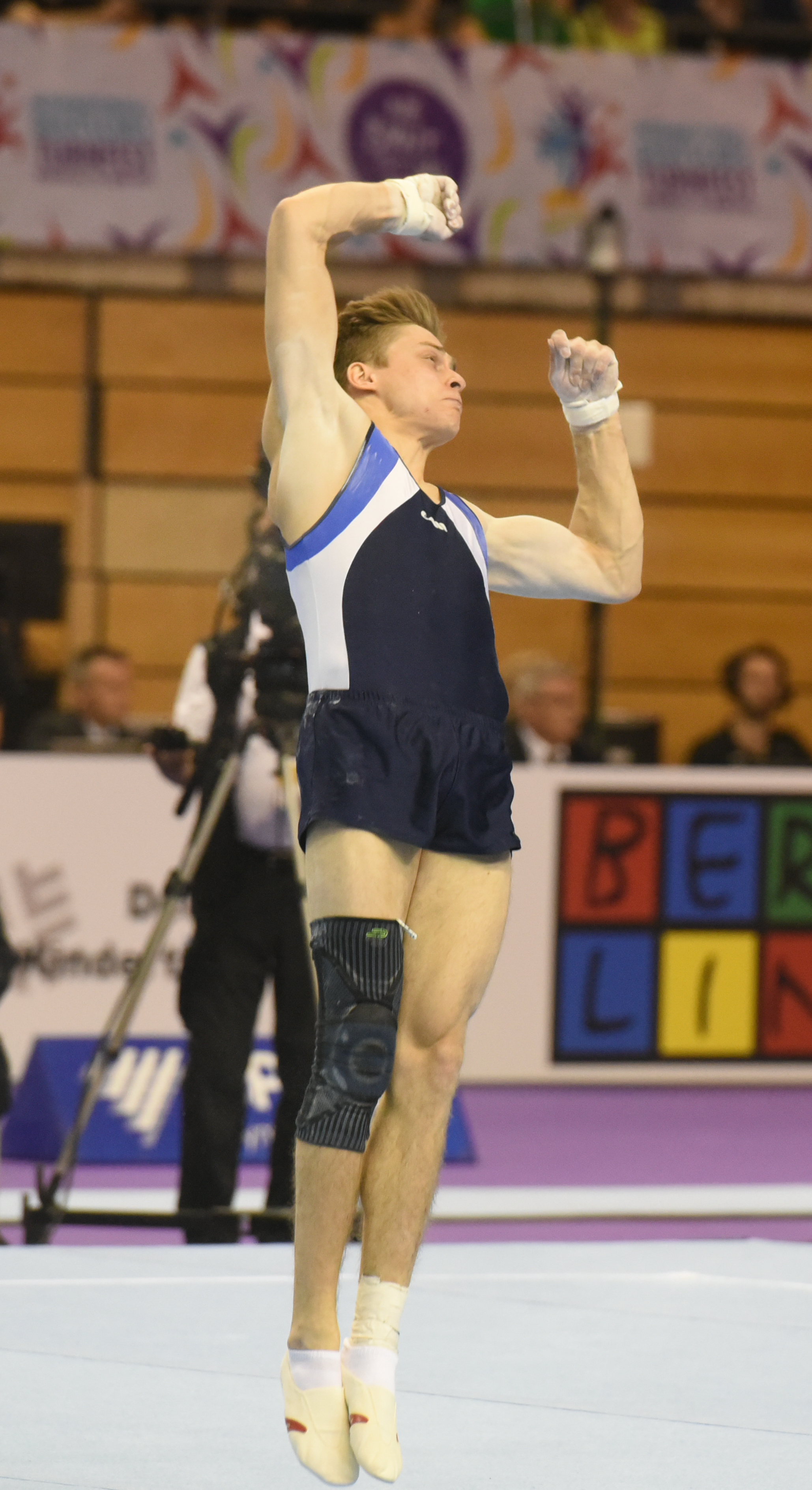
Ivan Rittschik beim Ansatz zur Schraube am Boden
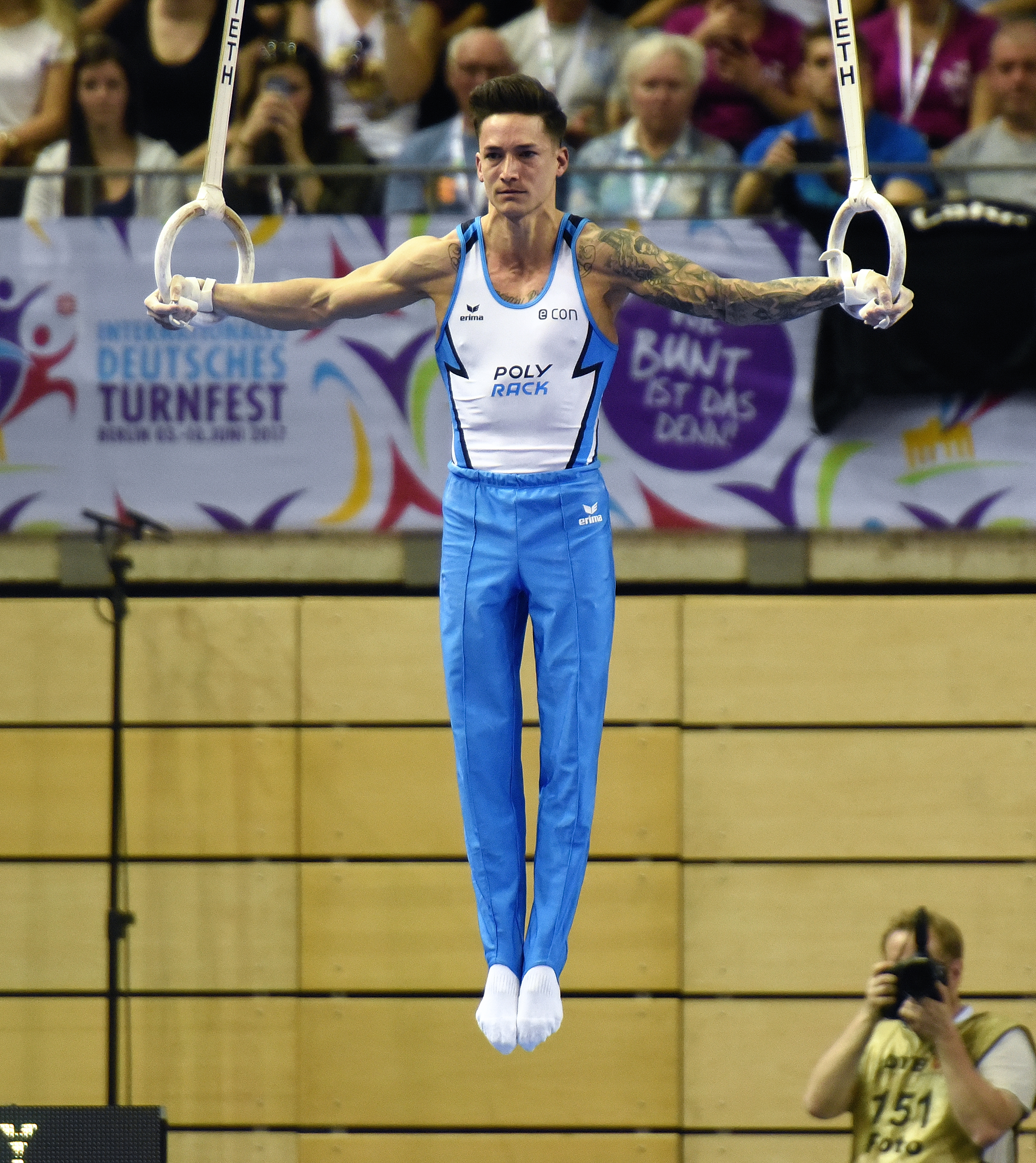
Marcel Nguyen im Kreuzhang an den Ringen
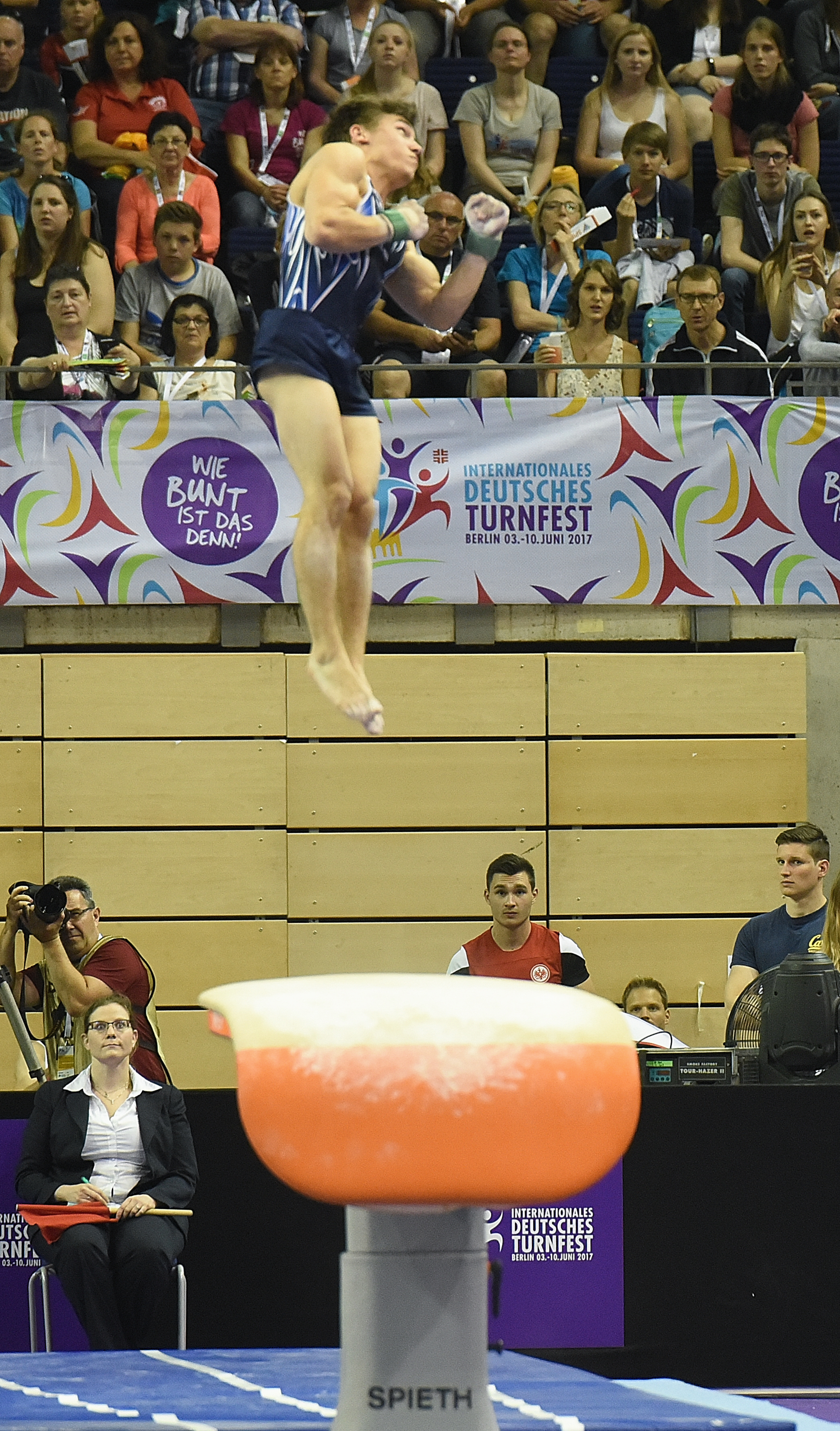
Nick Klessing während einer Schraube am Sprung
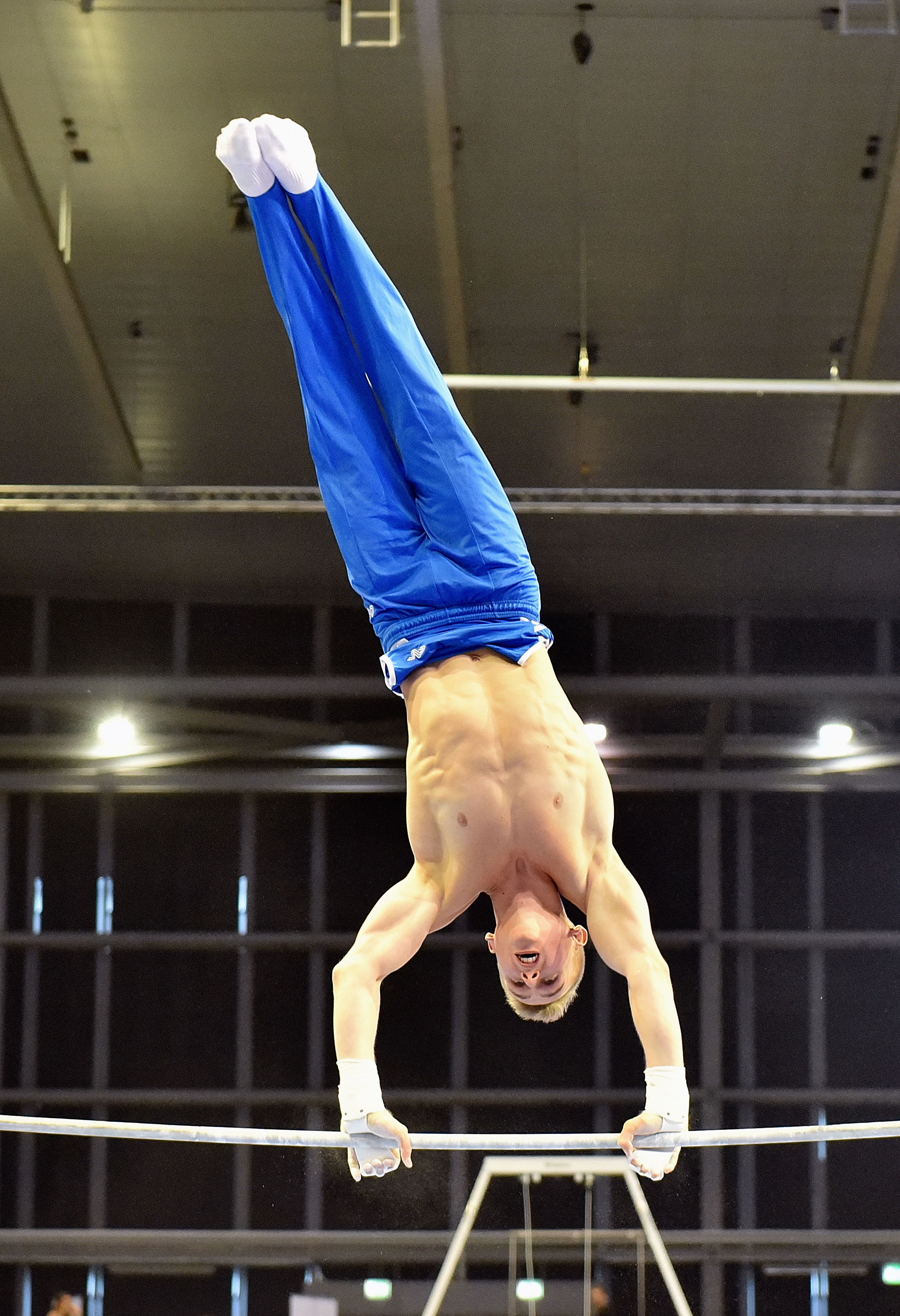
Felix Pohl beim Handstand am Reck während des Trainings

### Deutsche Jugendmeisterschaften im Gerätturnen männlich, Altersklasse 12
Die Altersklasse 12 (Geburtsjahrgang 2005) wurde von Marc Plieninger (MTV Stuttgart) dominiert. Seinen Vorsprung von über 2,5 Punkten im Pflichtwettkampf, in dem neben den klassischen sechs Geräten auch noch Übungen am Pilz sowie ein zweiter Sprung ausgeführt werden müssen, baute er vor allem durch hochbewertete Übungen am Boden und an den Ringen auf fast 7 Punkte gegenüber dem Zweitplatzierten Lorenz Steckel (SSC Karlsruhe) aus. Den dritten Platz erreichte Niklas Eckhard (SGK Bad Homburg), den nach den Pflichtübungen noch Timo Eder (MTV Ludwigsburg) belegt hatte. In dieser Altersklasse werden noch keine Gerätefinals durchgeführt. Abgesehen vom Sprung, wo Eckhard die höchste Punktzahl hatte, konnte jedoch Plieninger die höchste Punktzahl an allen Geräten erreichen.

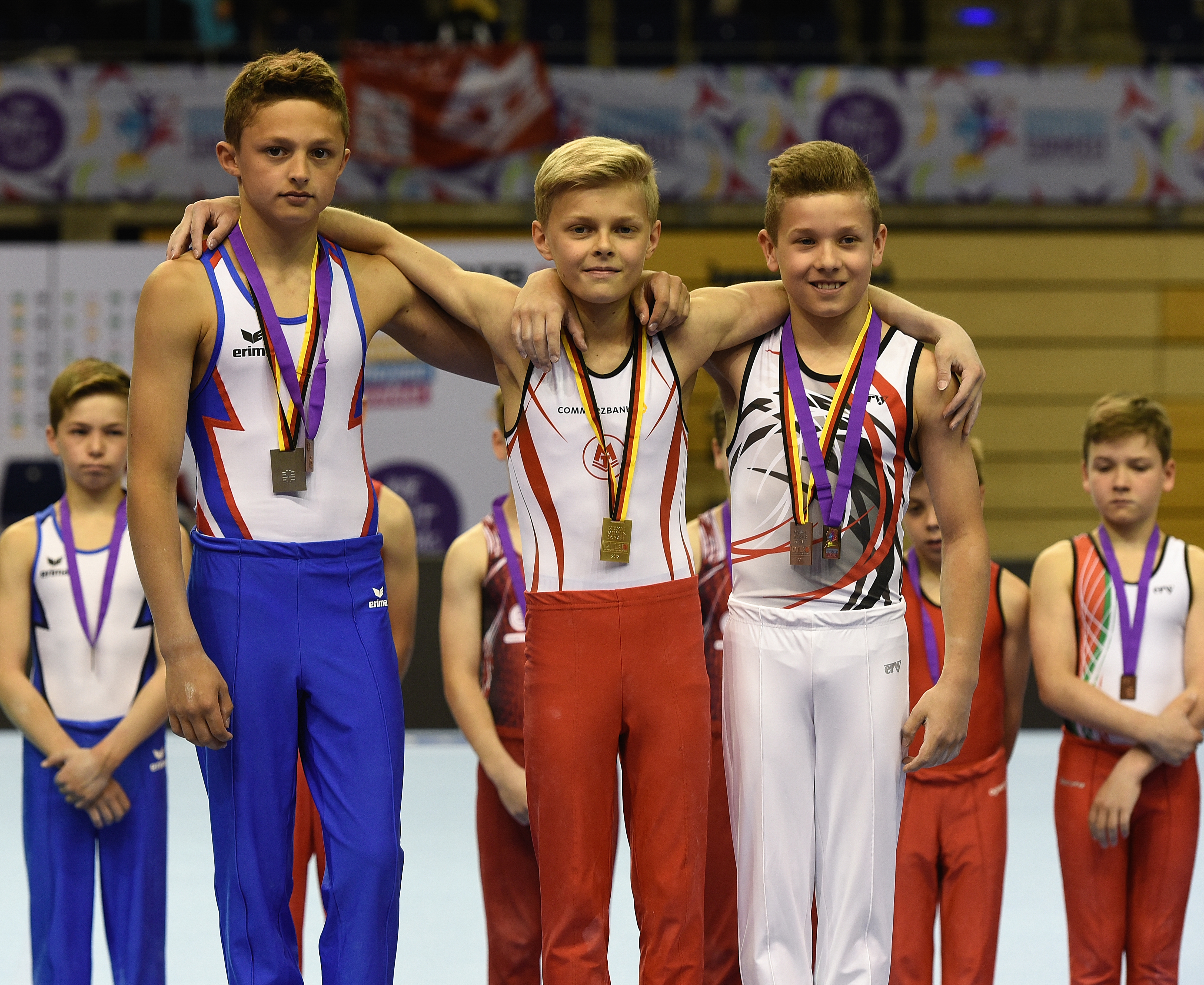
Siegerehrung im Mehrkampf der Altersklasse 12, von links nach rechts: Lorenz Steckel (Silber), Marc Plieninger (Gold) und Niklas Eckhard (Bronze). (weitere Bilder)
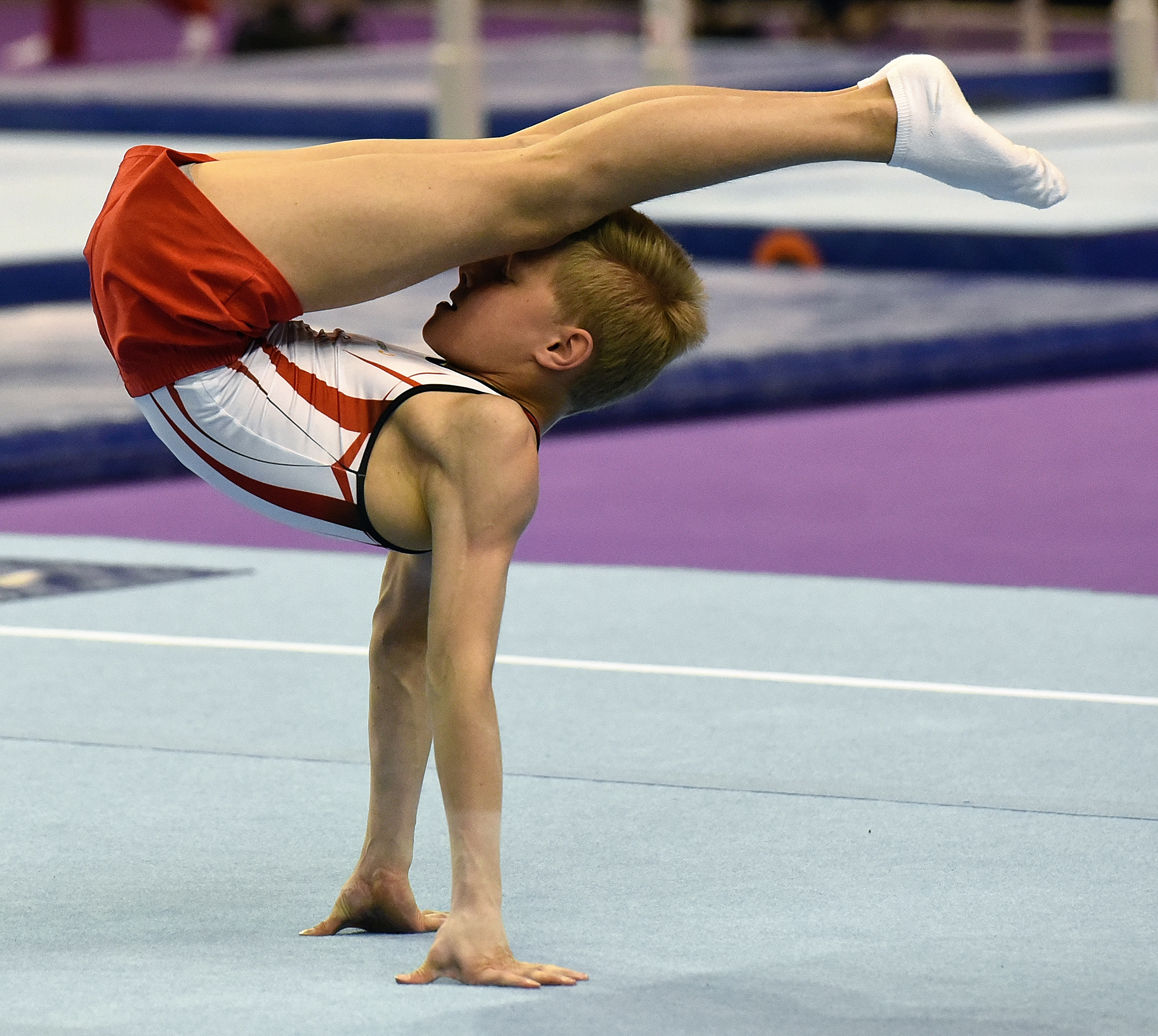
Marc Plieninger beim Spitzwinkelstütz mit waagerechten Beinen, sogenannter Manna, bei der Kür am Boden im Mehrkampf
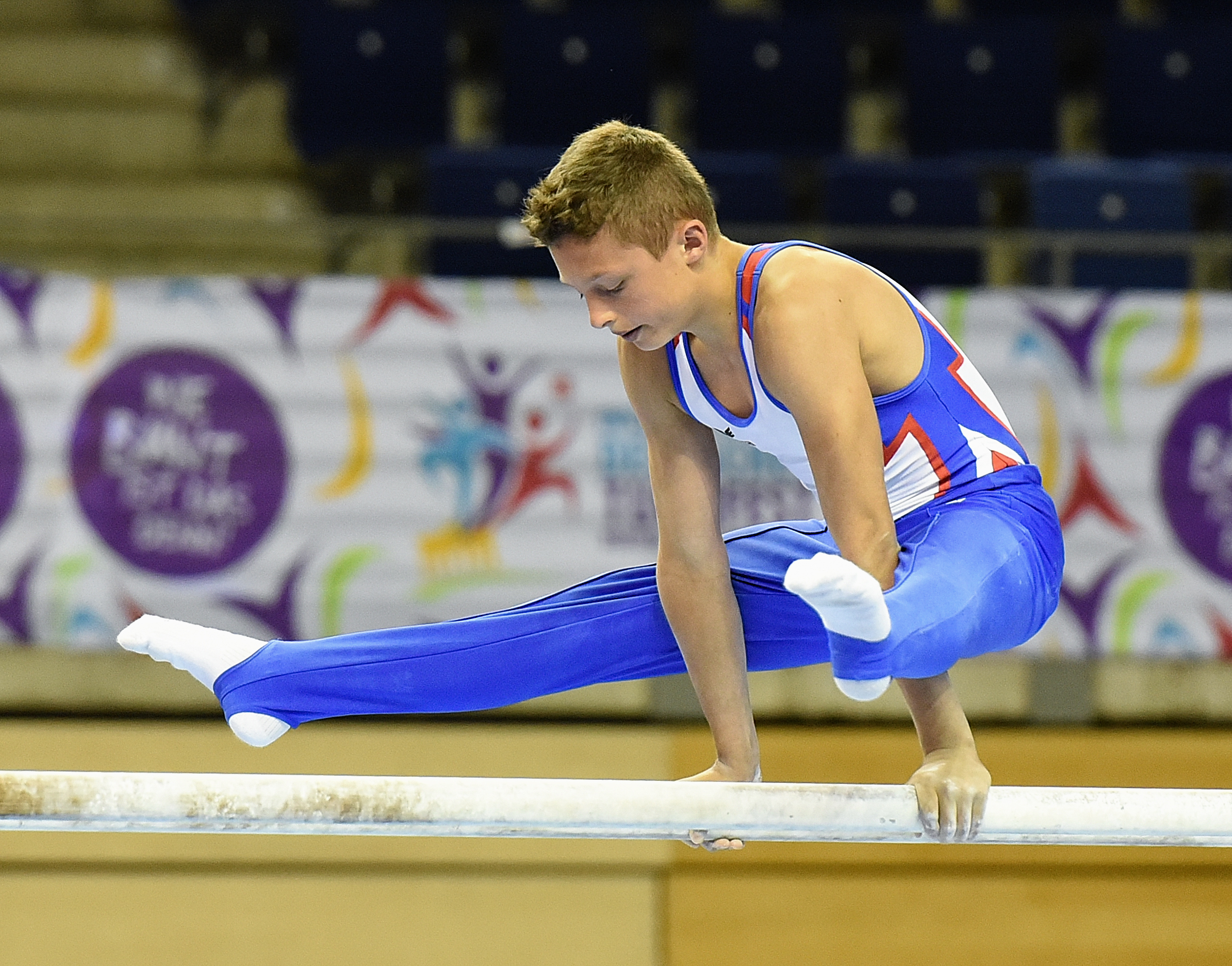
Lorenz Steckel beim Grätschwinkelstütz am Barren während der Pflichtübung
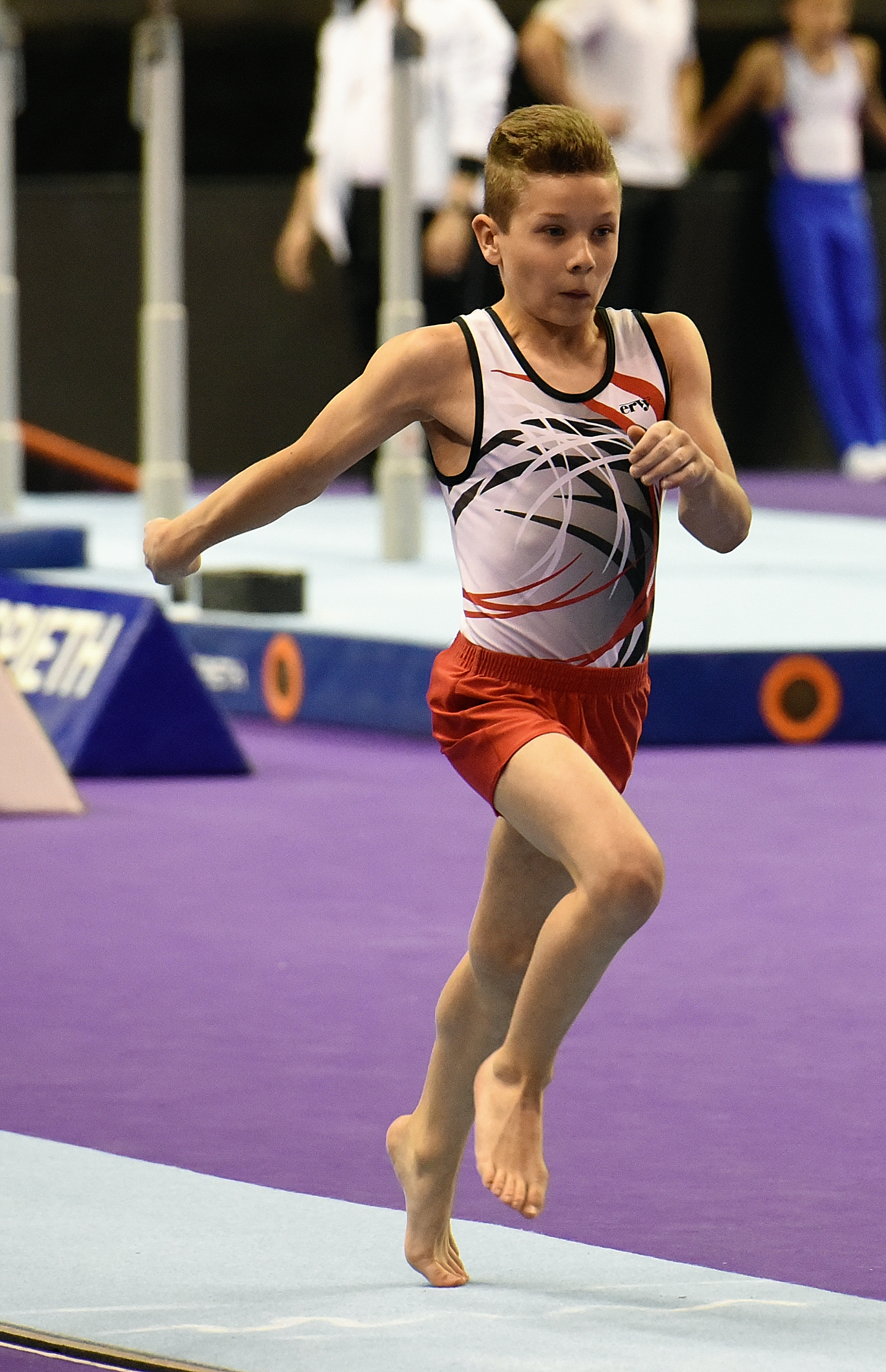
Niklas Eckhard beim Anlauf zum Sprung während der Kür
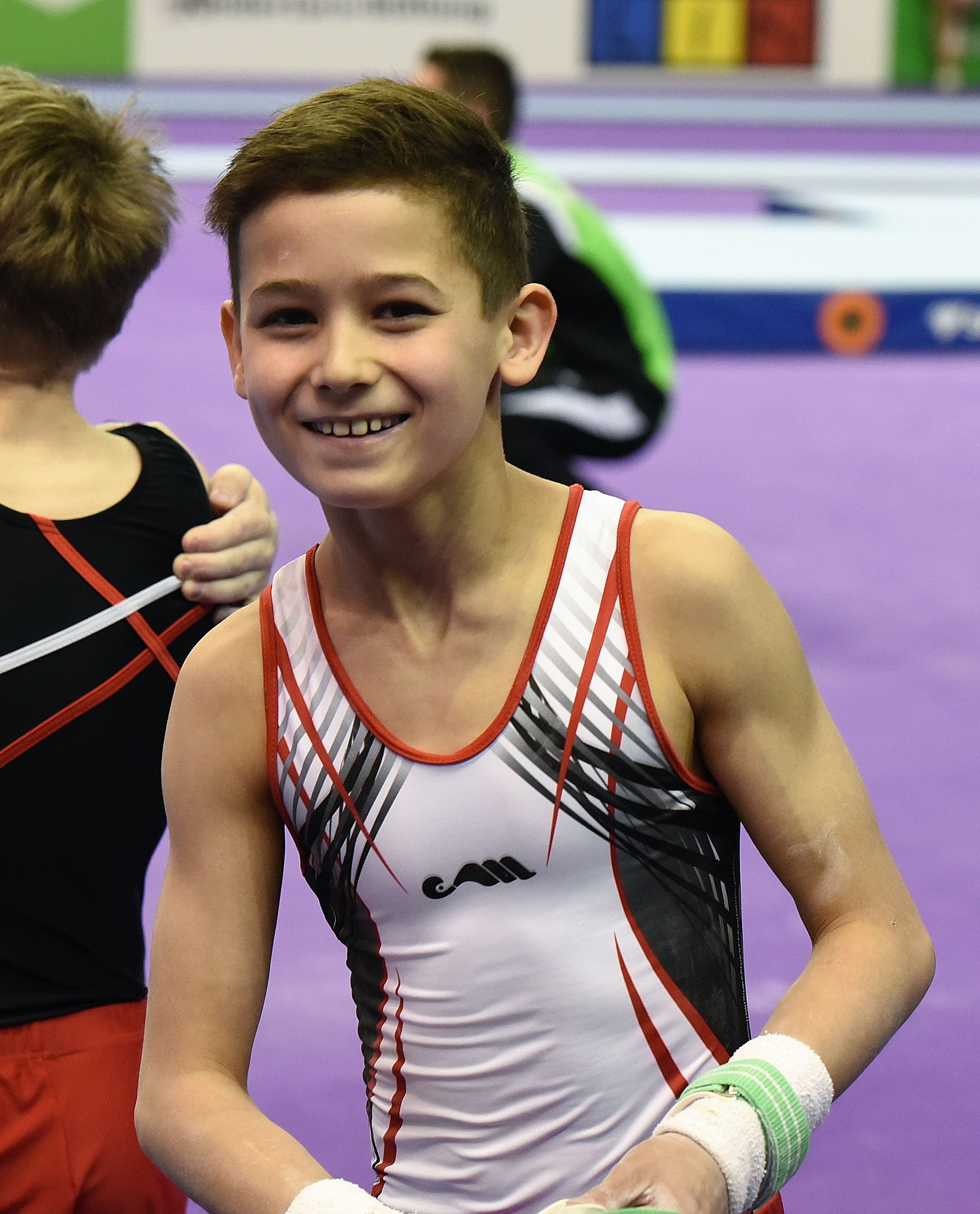
Timo Eder während der Pflichtübungen

### Deutsche Jugendmeisterschaften im Gerätturnen männlich, Altersklassen 13 und 14
Im Jahr 2017 kam es zur Wiederholung der Vorjahresduelle zwischen Pascal Brendel (Eintracht Frankfurt) und Willi Leonhard Binder (SC Cottbus Turnen) um den Deutschen Meistertitel. Hatte 2015 Brendel vor Binder den Meistertitel in der Altersklasse 12 erringen können, so setzte sich Binder im Folgejahr vor Brendel. Im Jahr des Turnfestes konnte Brendel am letzten Gerät seinen Konkurrenten noch überholen und sicherte sich so seinen zweiten Deutschen Meistertitel im Mehrkampf, zudem die Goldmedaillen am Pferd, Barren und Reck. Den dritten Platz im Mehrkampf belegte Nils Matache vom SC Berlin, mit Platz 9 belegte Moritz Bulka (SV Halle, Bruder von Maximilian Braun) aus dem Jahrgang 2004 die beste Platzierung. Am Boden sicherte sich Eliah Beckenbach (KTG Heidelberg) den Titel im Gerätefinale, die Meistertitel an den Ringen und am Sprung errang Binder.

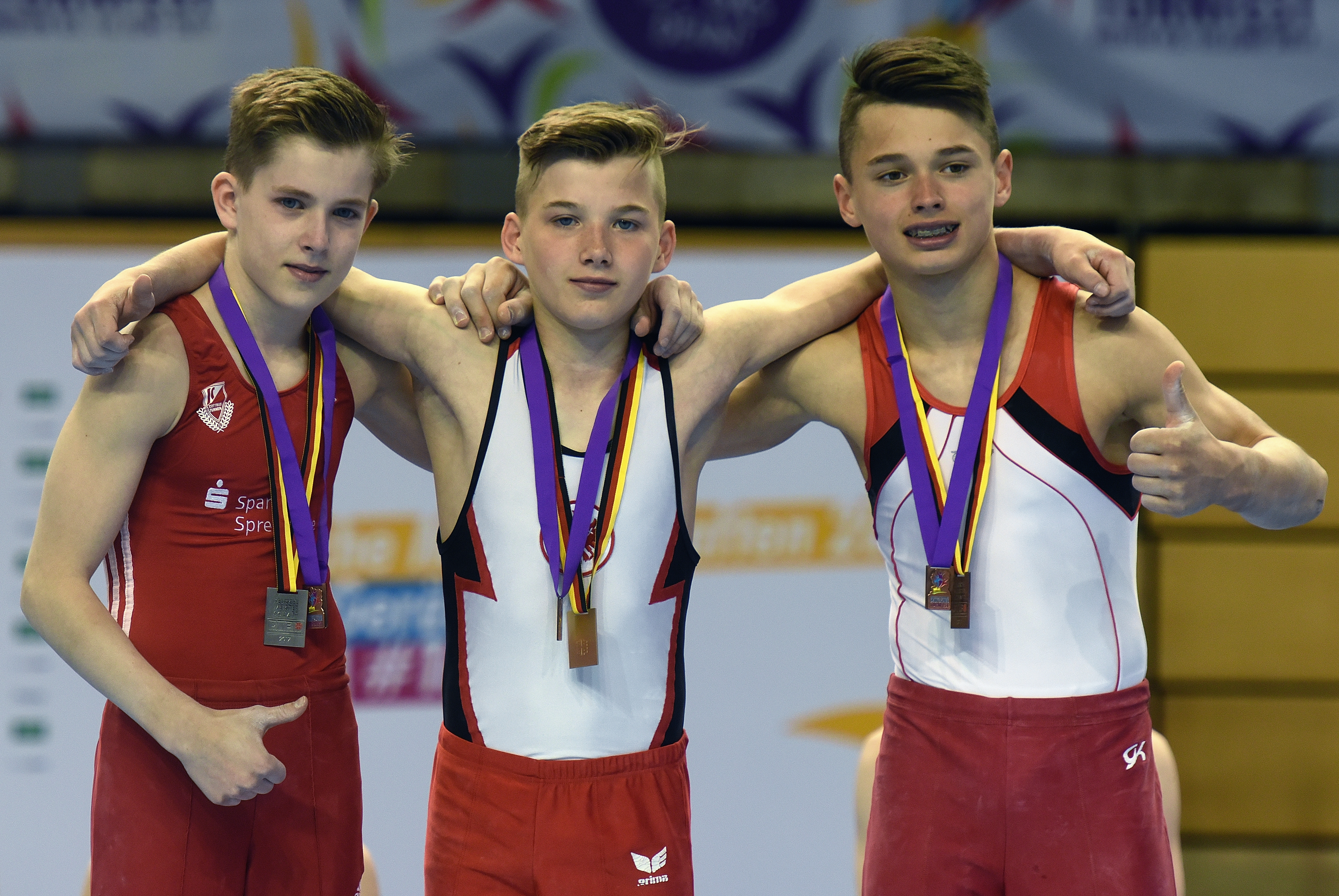
Siegerehrung im Mehrkampf der Altersklassen 13 und 14, von links nach rechts: Willi Leonhard Binder (Silber), Pascal Brendel (Gold) und Nils Matache (Bronze). (weitere Bilder)
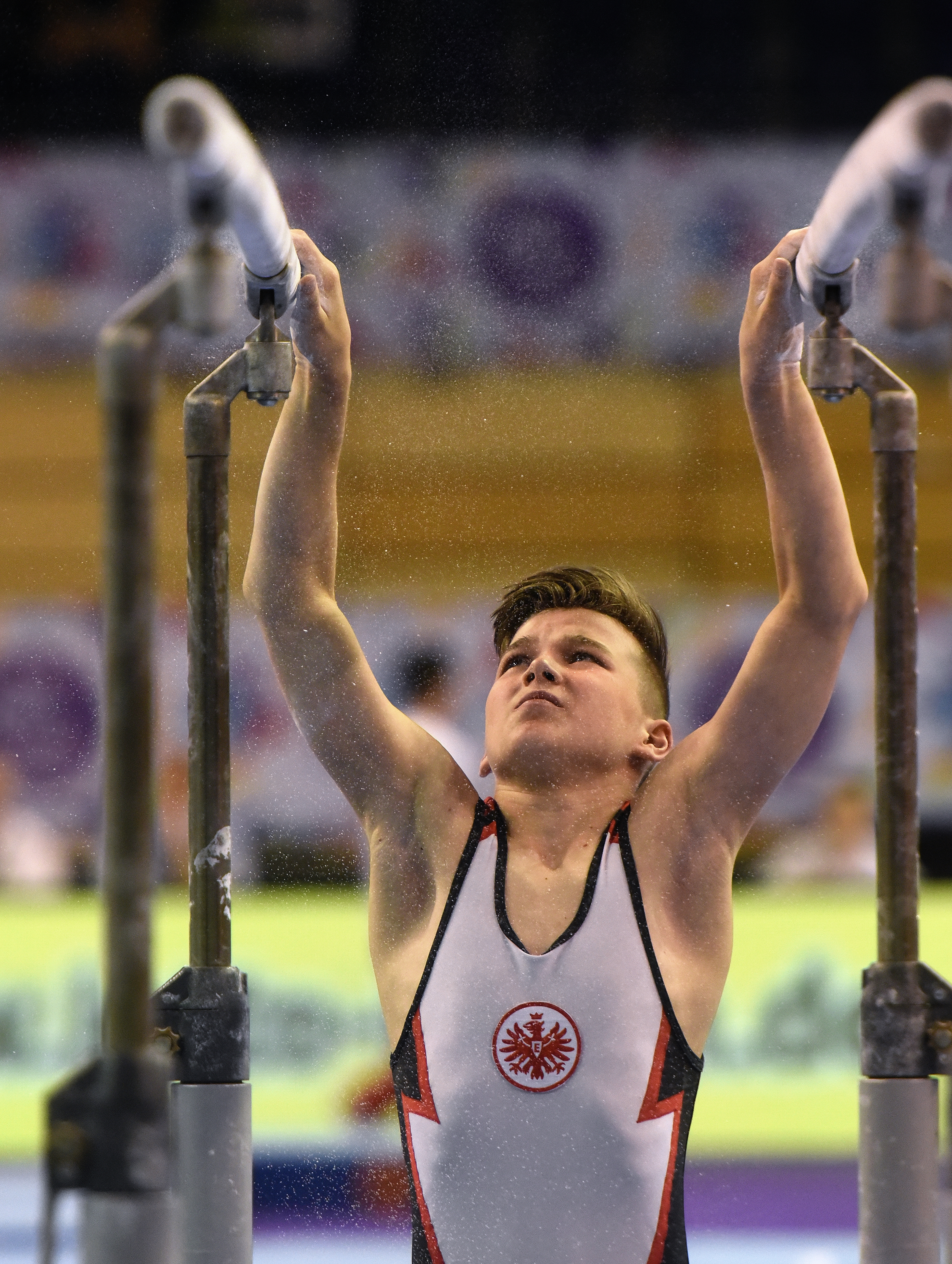
Pascal Brendel bei der Vorbereitung des Barrens vor der Kür im Mehrkampf
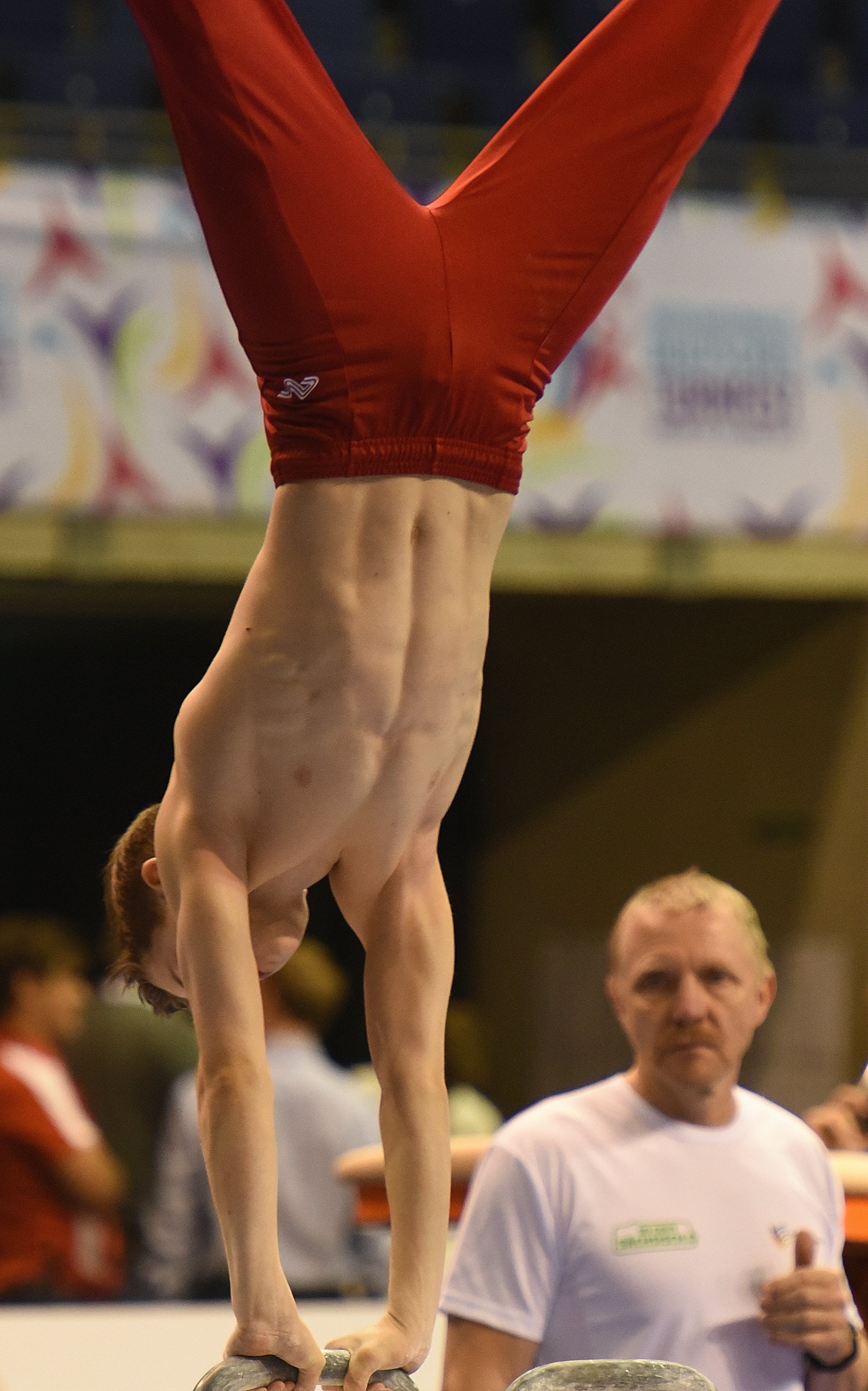
Willi Leonhard Binder im Handstand an einer Pausche des Pferdes während des Trainings
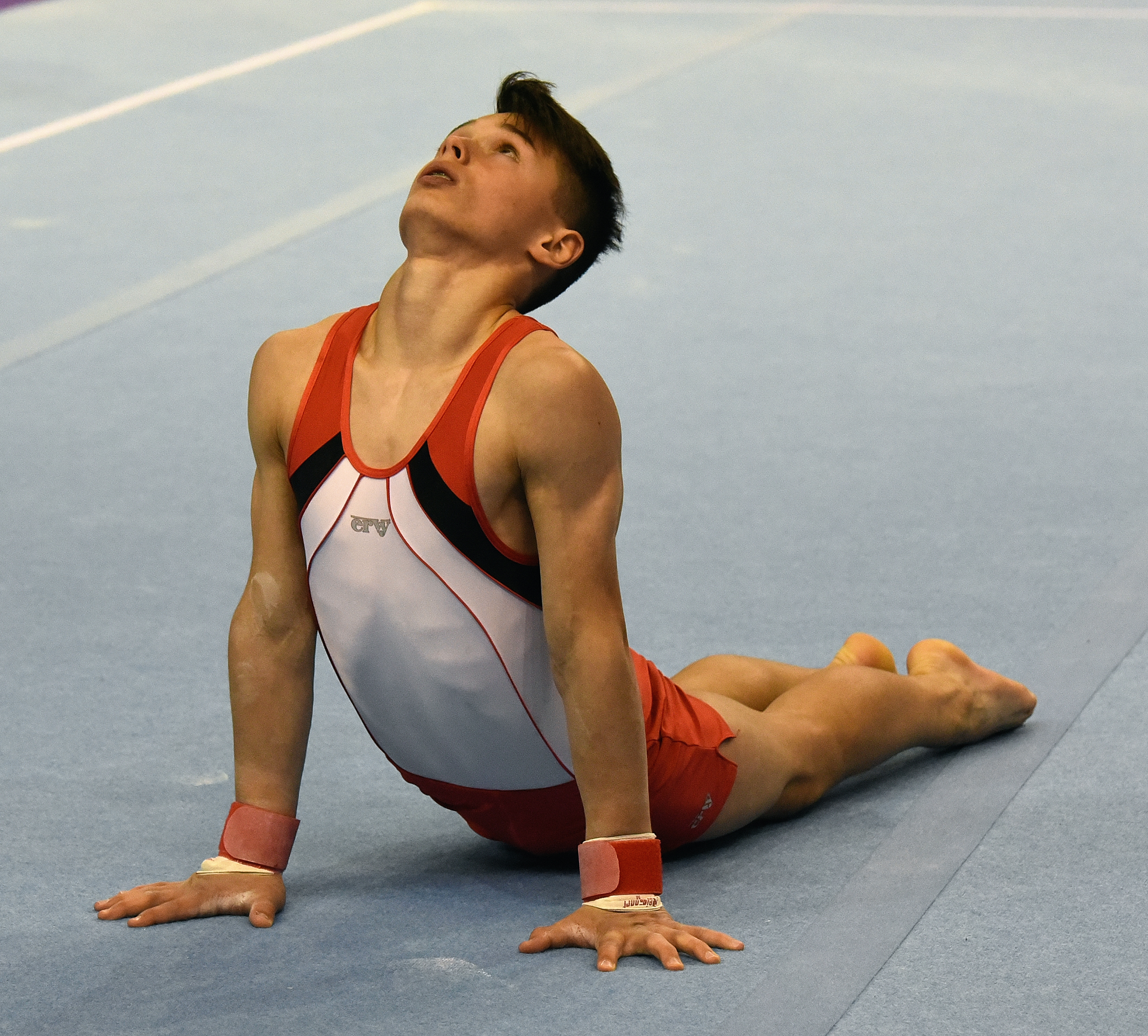
Nils Matache beim Liegestütz am Boden während der Gerätefinals
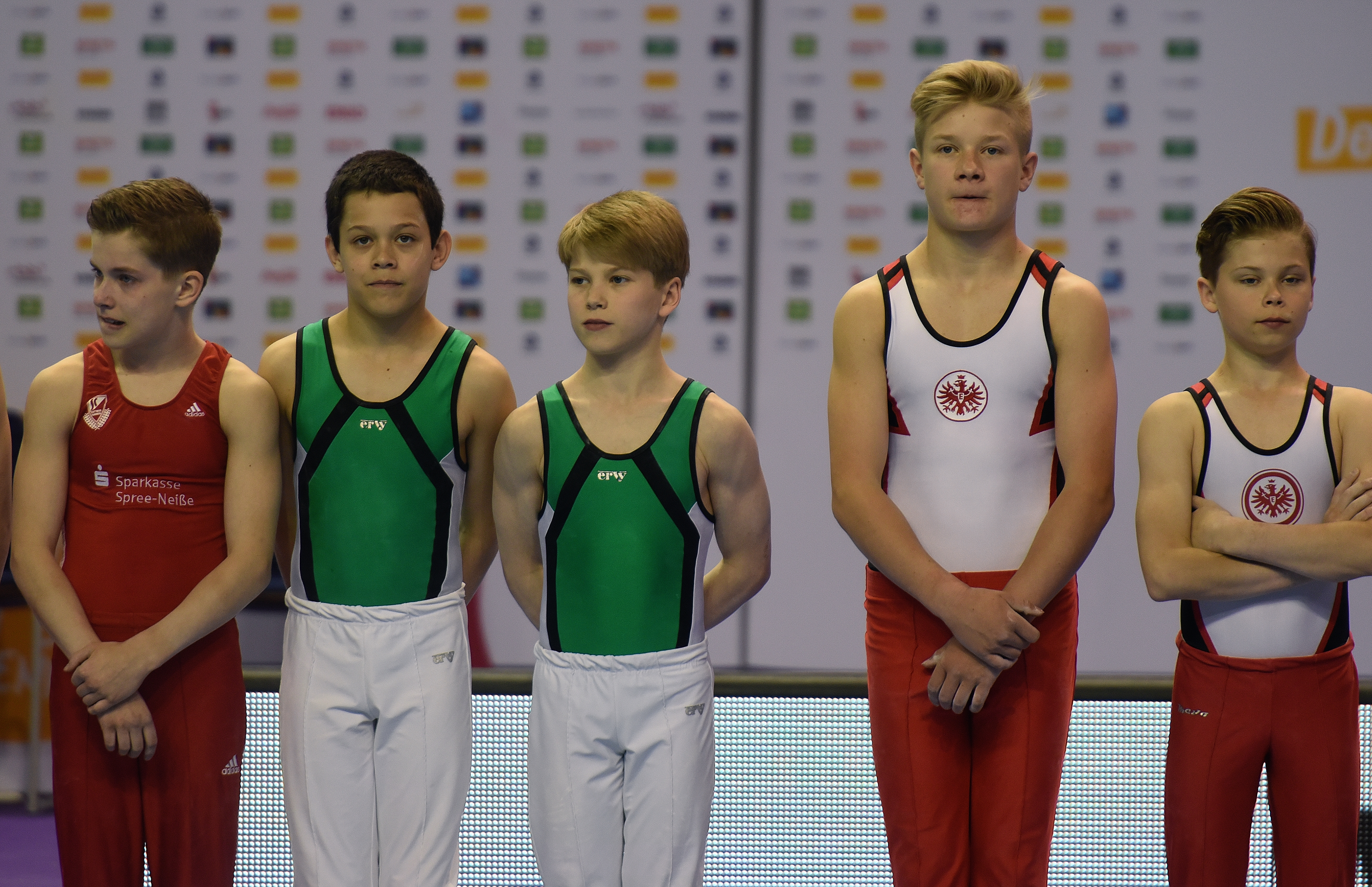
Moritz Bulka (Mitte) bei der Siegerehrung im Mehrkampf
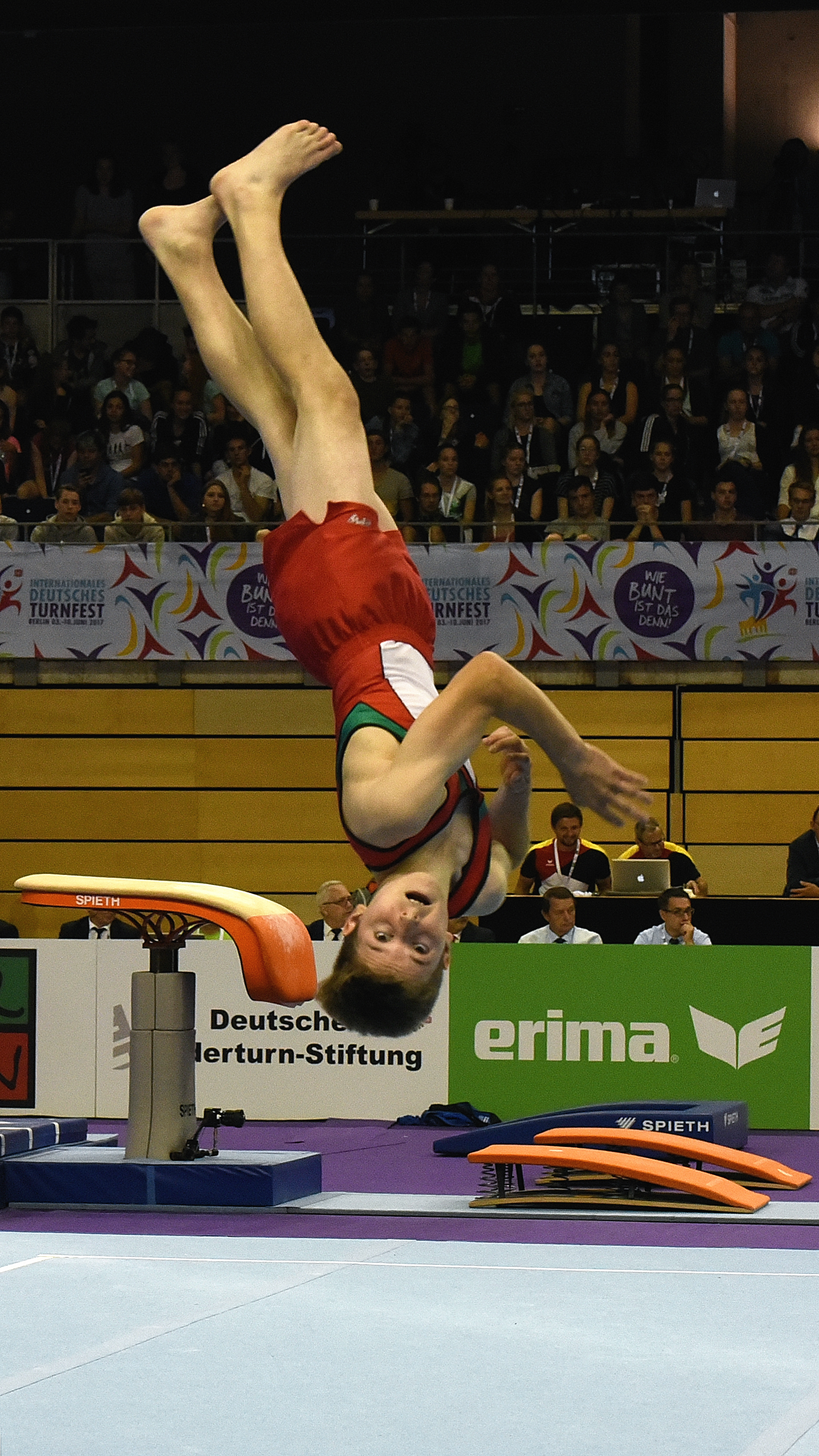
Eliah Beckenbach bei einer Schraube am Boden während der Gerätefinals

### Deutsche Jugendmeisterschaften im Gerätturnen männlich, Altersklassen 15 und 16
Das Siegerpodest der Altersklassen 15 und 16 wurde in diesem Jahr vollständig von Turner des älteren Jahrgangs 2001 besetzt, die im Vorjahr in derselben Altersklasse sich dort nicht platzieren konnten. Es siegte Niklas Patrick Neuhäusel (TV Heubach) knapp vor Tom Schultze (SC Cottbus) und belegte auch den ersten Rang am Boden, Schultze konnte sich dafür den Einzeltitel am Sprung sichern. Dritter im Mehrkampf wurde Karl Ole Gäbler vom SC Berlin, der auch die Goldmedaille am Boden erreichte. Bester Turner des Jahrgangs 2002 wurde Valentin Zapf, der darüber den jeweils ersten Platz am Barren und Reck erreichen konnte. In den Gerätefinals erreichte Michael Donsbach (TC Sterkrade) am Boden die Goldmedaille.

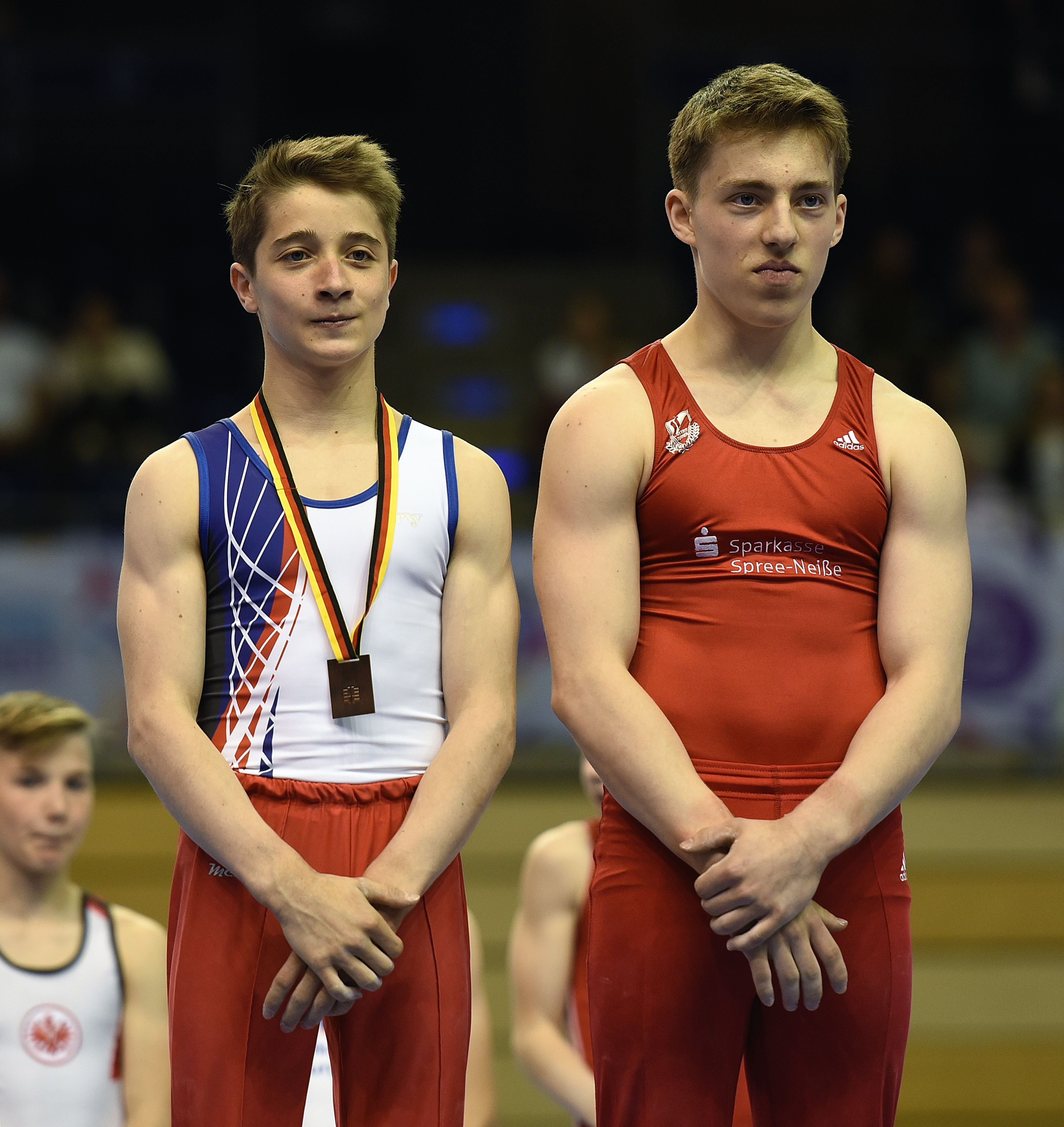
Niklas Patrick Neuhäusel und Tom Schultze bei der Siegerehrung bei den Gerätefinals
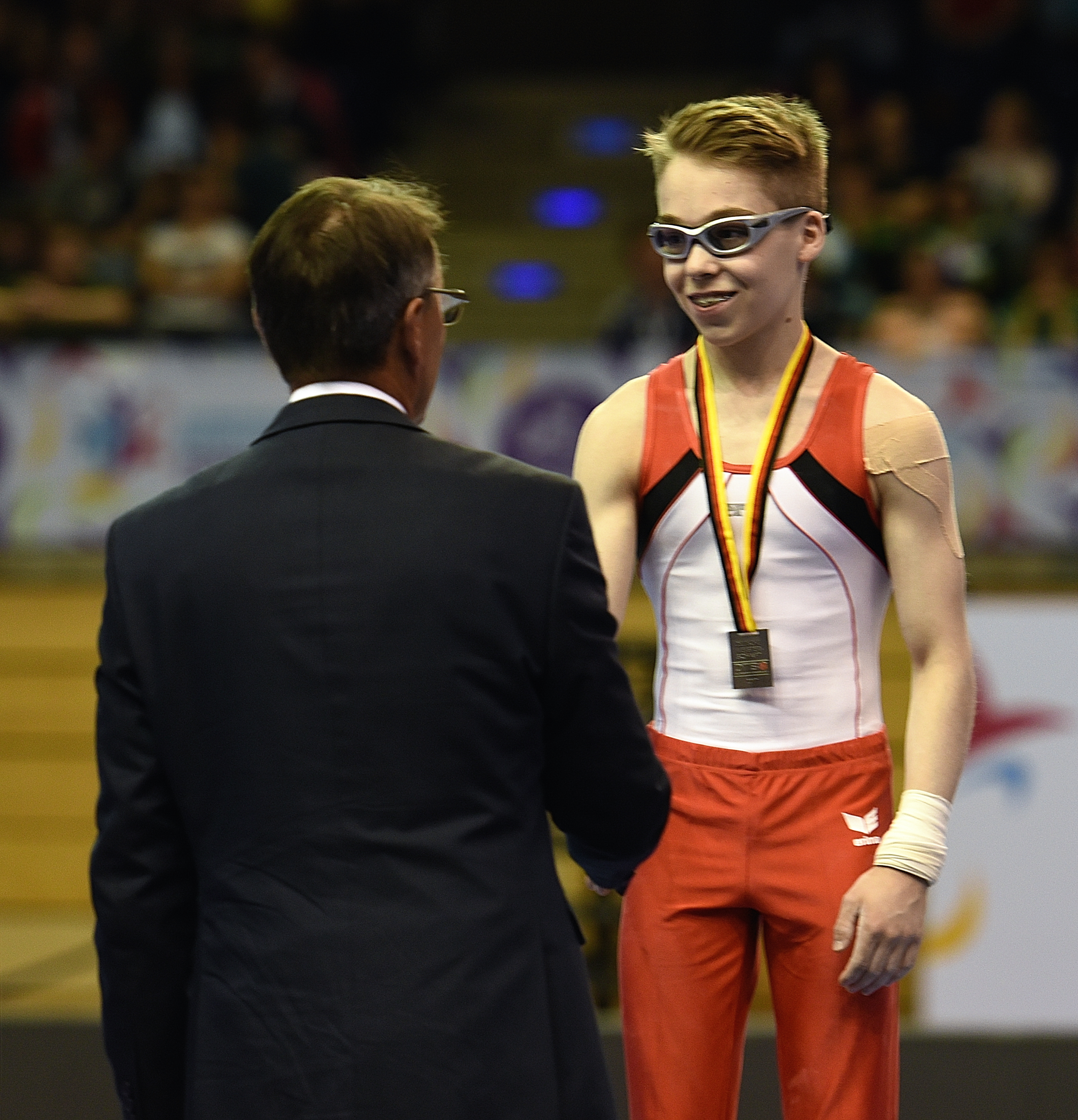
Karl Ole Gäbler bei der Siegerehrung
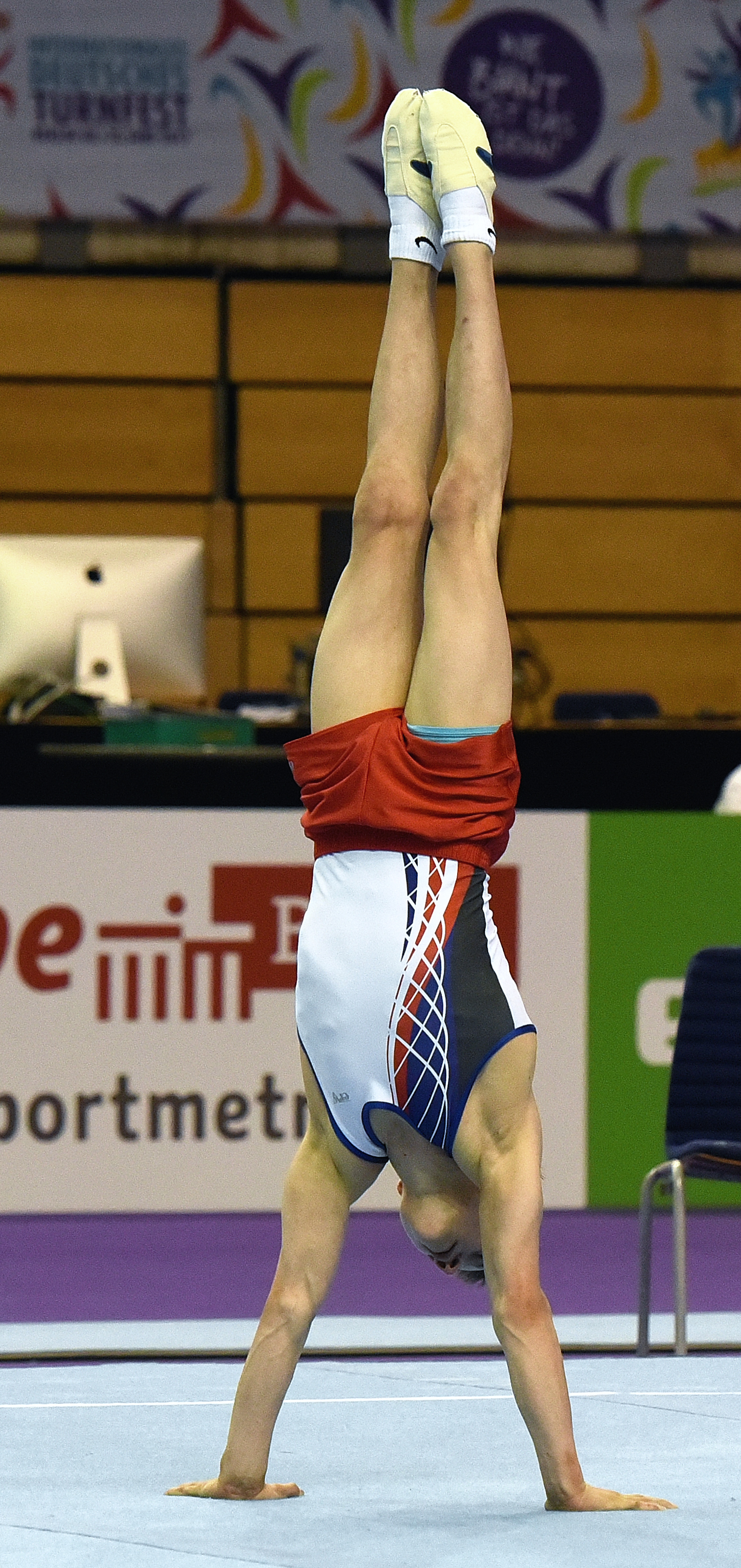
Niklas Patrick Neuhäusel beim Handstand am Boden während der Pflichtübung des Mehrkampfes
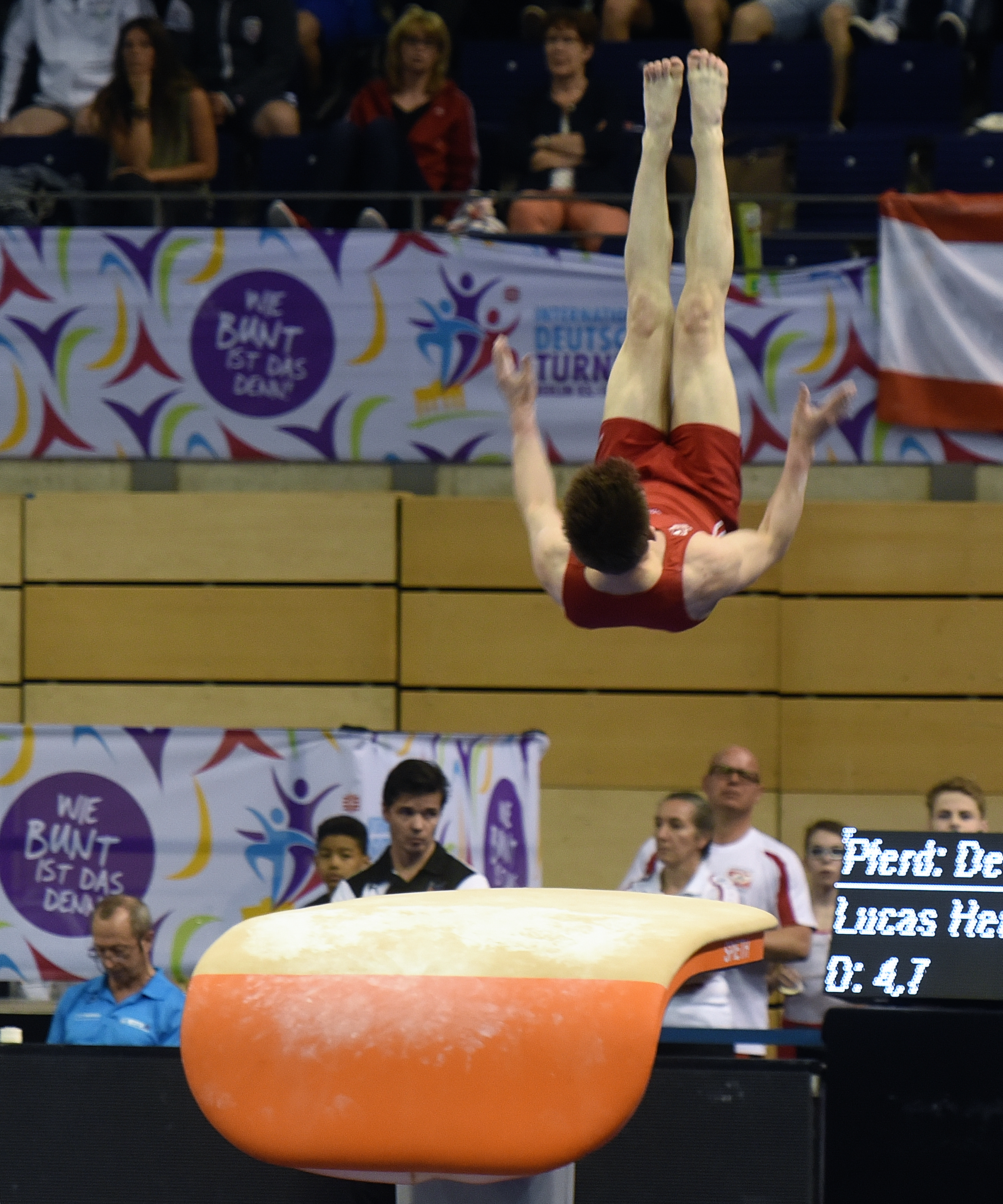
Tom Schultze am Sprung während der Gerätefinals
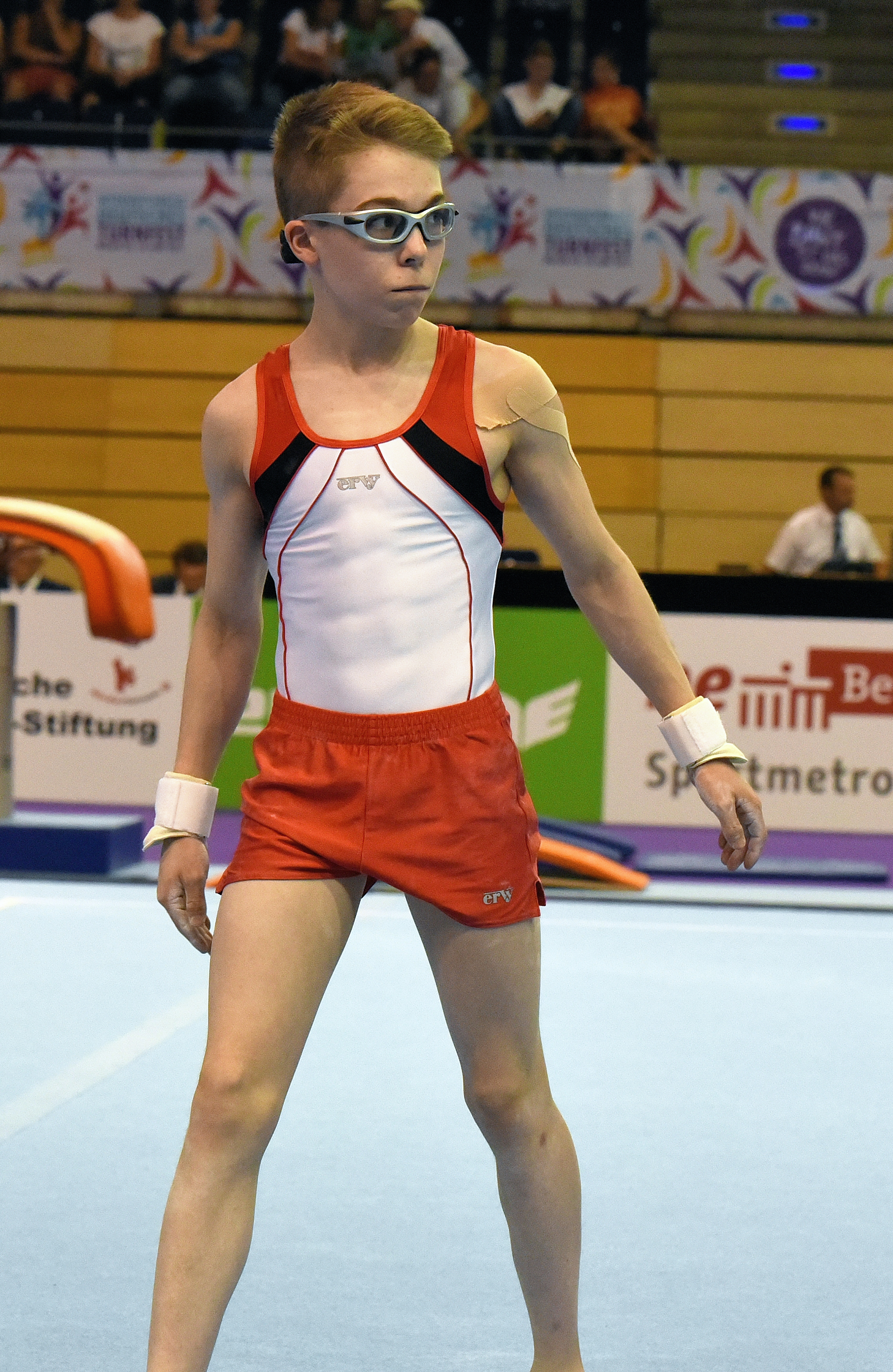
Karl Ole Gäbler am Boden während des Einturnens zur Pflichtübung des Mehrkampfes
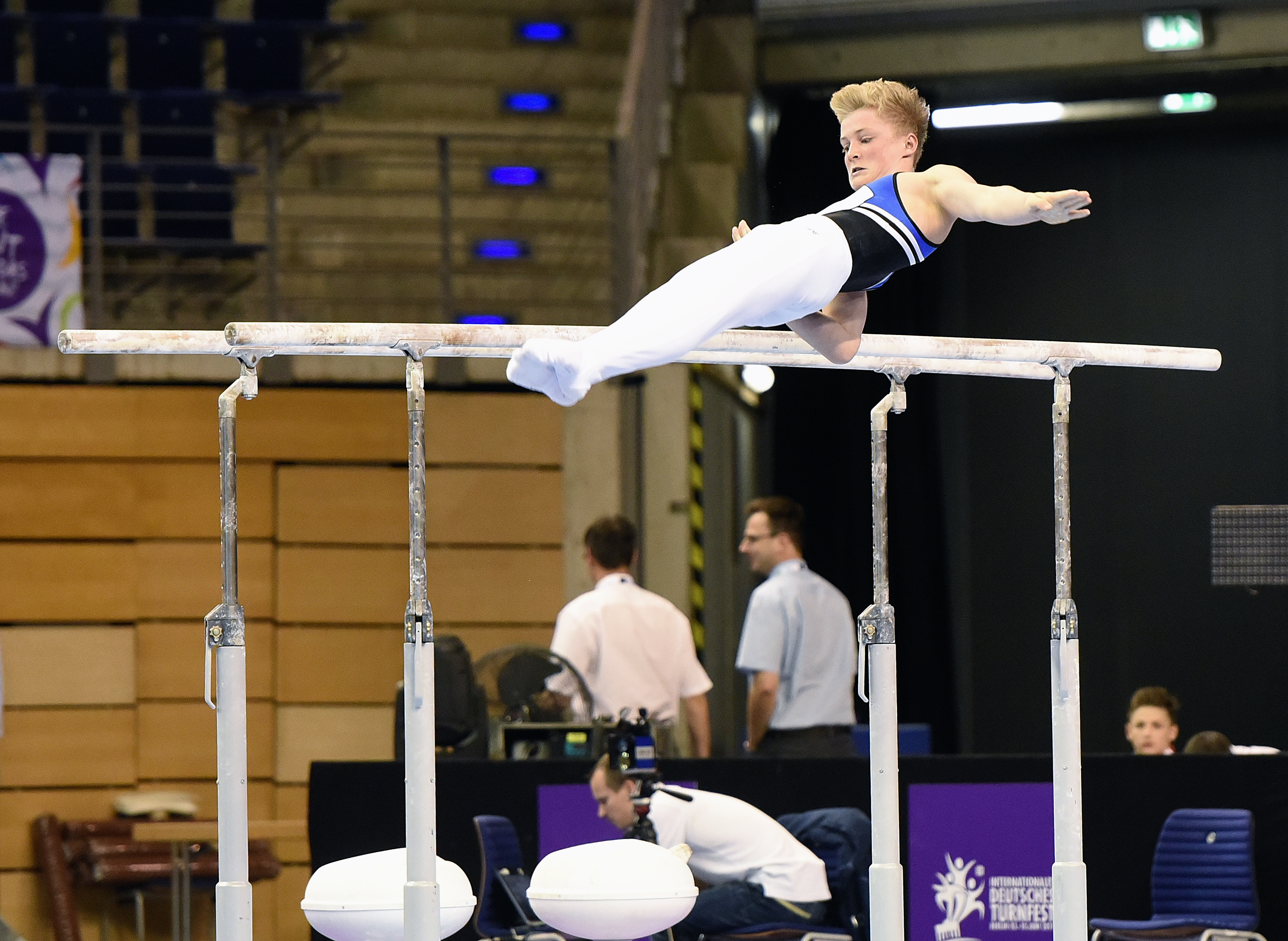
Valentin Zapf beim Abgang am Barren während der Pflichtübung des Mehrkampfes
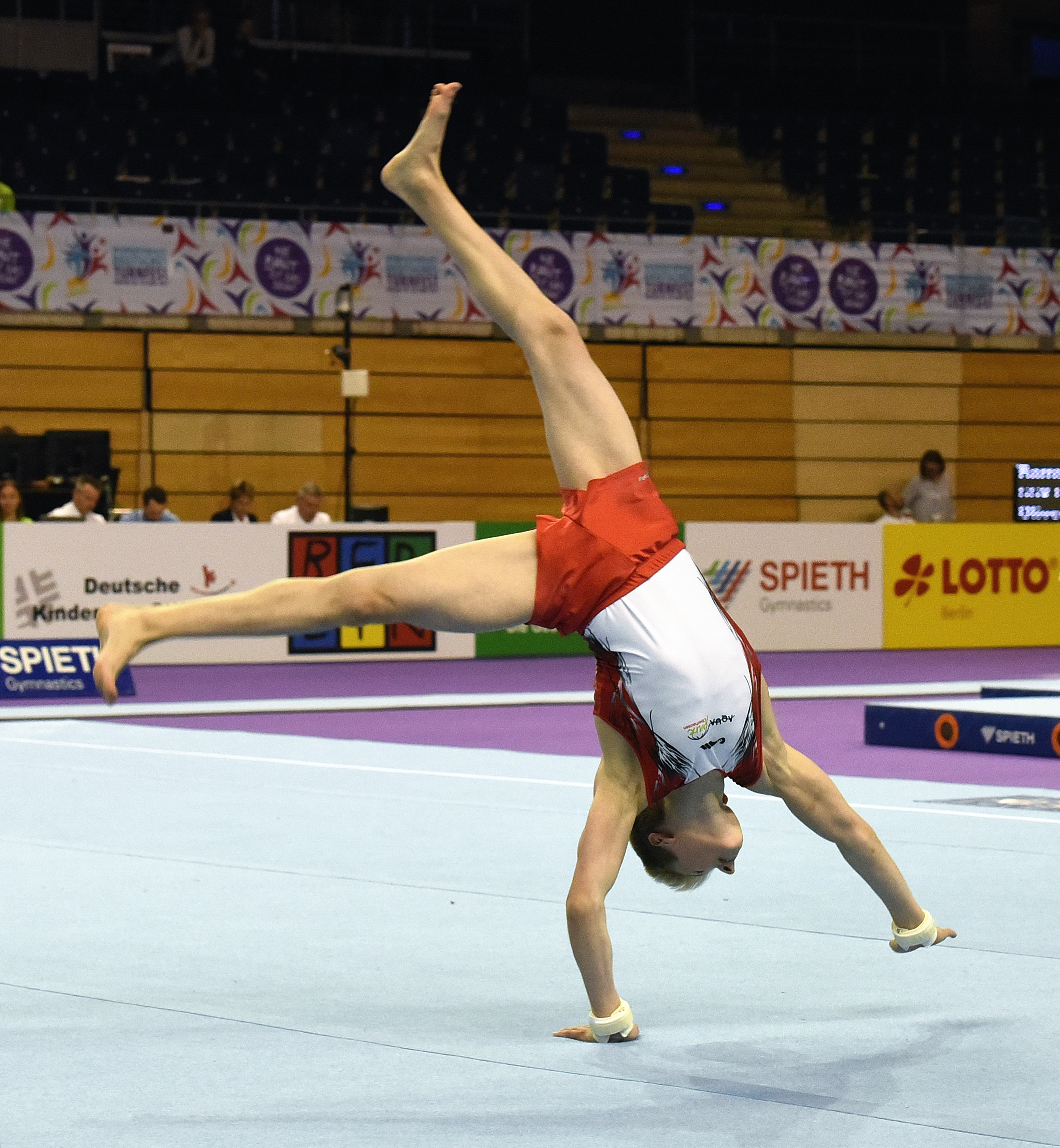
Michael Donsbach beim Rondat am Boden während der Kür des Mehrkampfes

### Deutsche Jugendmeisterschaften im Gerätturnen männlich, Altersklassen 17 und 18
Die Altersklassen 17 und 18 bei den Deutschen Jugendmeisterschaften 2017 wurden vom SC Berlin dominiert, der das gesamte Siegerpodest besetzen konnte: Der im jüngeren Jahrgang 2000 startende Karim Rida setzte sich dabei vor Lucas Herrmann, Jahrgang 1999, und Leven Guddat durch. Herrmann erreichte bei den Gerätefinals den ersten Platz am Pferd und an den Ringen, Rida holte den Einzeltitel an den Ringen. Die weiteren Titel wurden von Turnern anderer Vereine erreicht: Lucas Kochan (SC Cottbus) setzte sich am Boden durch, Glenn Trebing (TSG Kassel-Niederzwehren) erreichte den ersten Platz am Barren und Florian Reindl (TSV Pfuhl) am Sprung. Einzig letzterer war im Vorjahr bei den Deutschen Jugendmeisterschaften überhaupt im Mehrkampf angetreten.

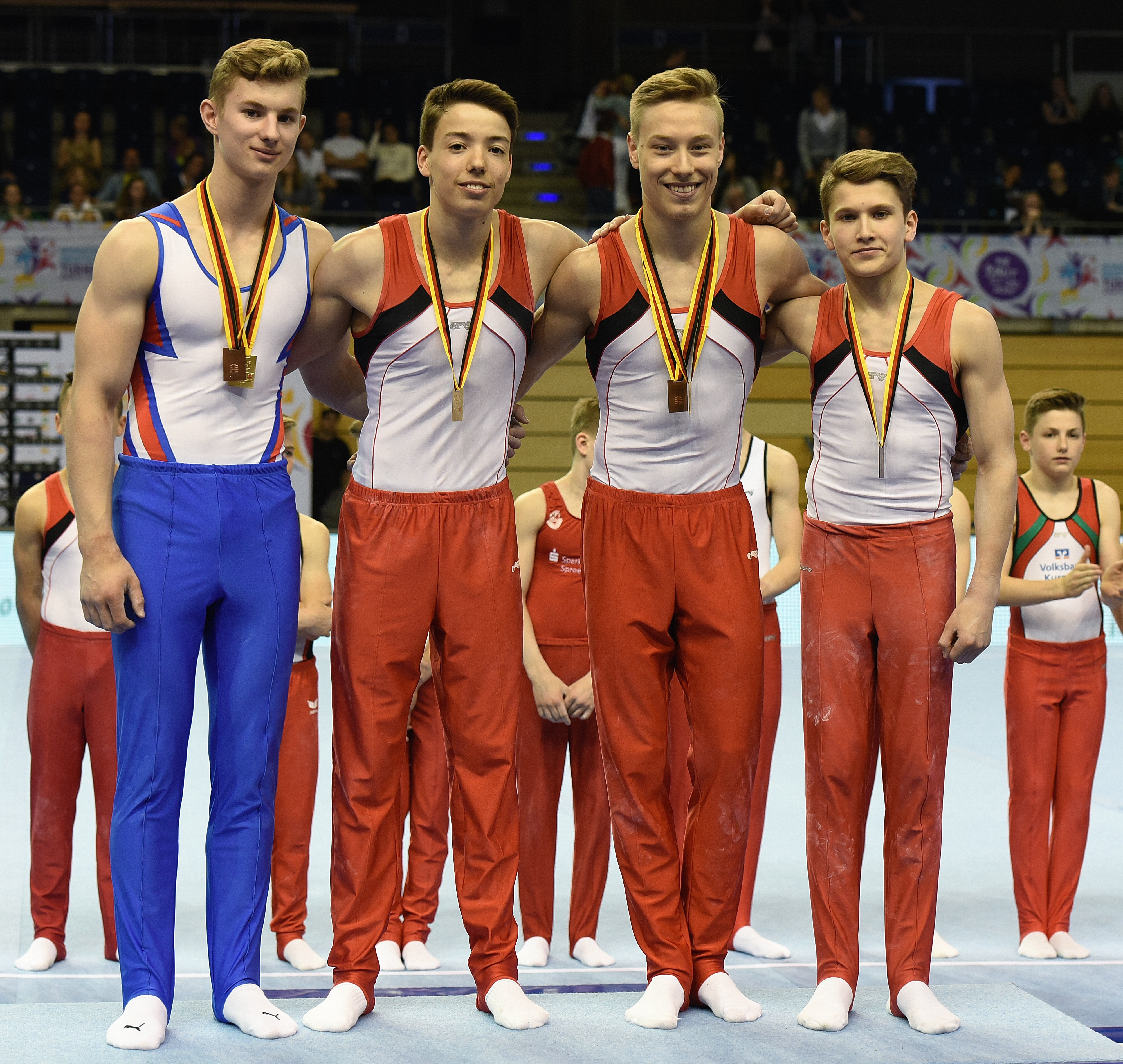
Glenn Trebin, Karim Rida, Lucas Herrmann und Leven Guddat (von links nach rechts) bei der Siegerehrung bei den Gerätefinals
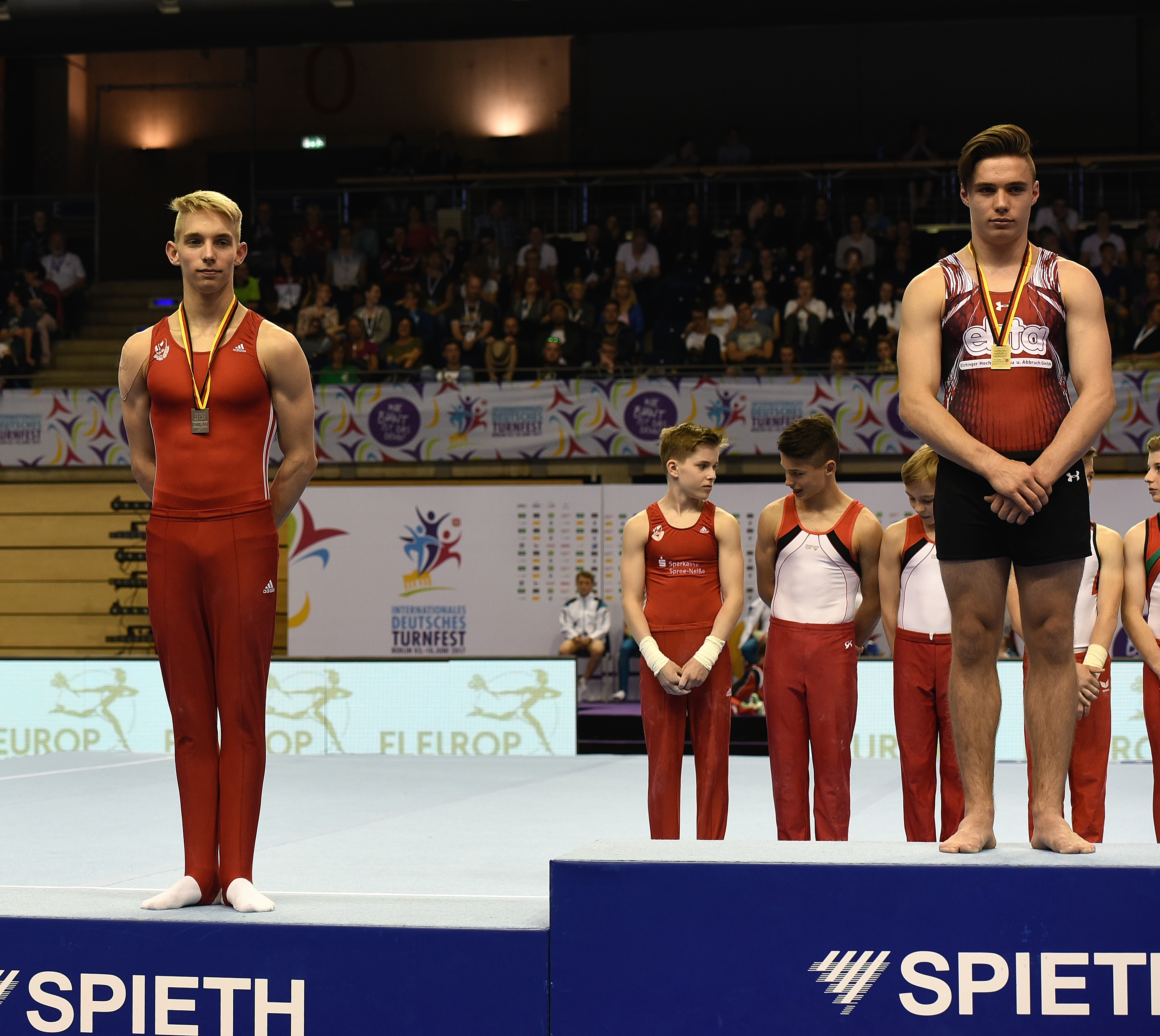
Lucas Kochan (links) und Florian Reindl (rechts) bei der Siegerehrung der Gerätefinals
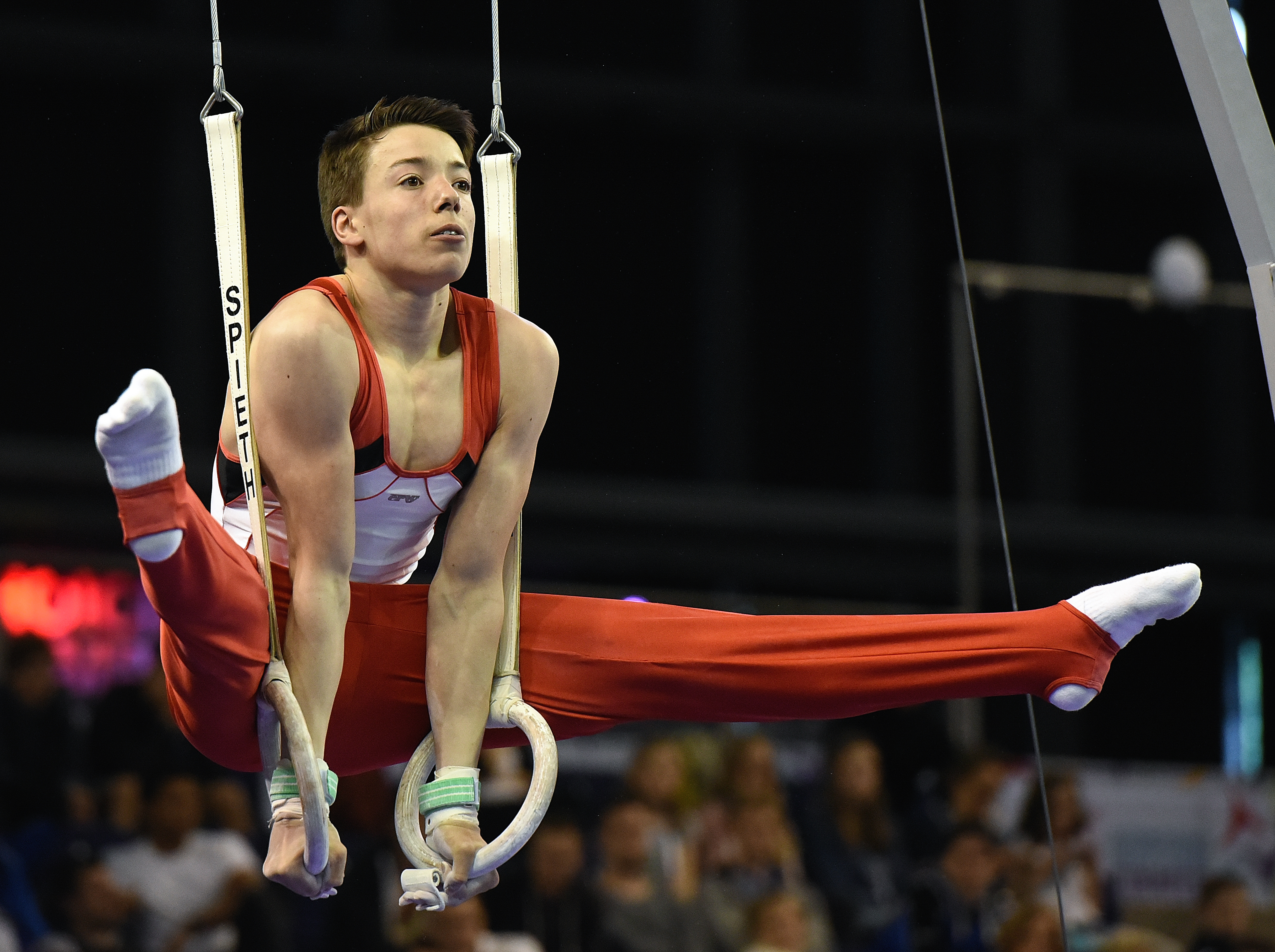
Karim Rida beim Grätschwinkelstütz an den Ringen bei den Gerätefinals
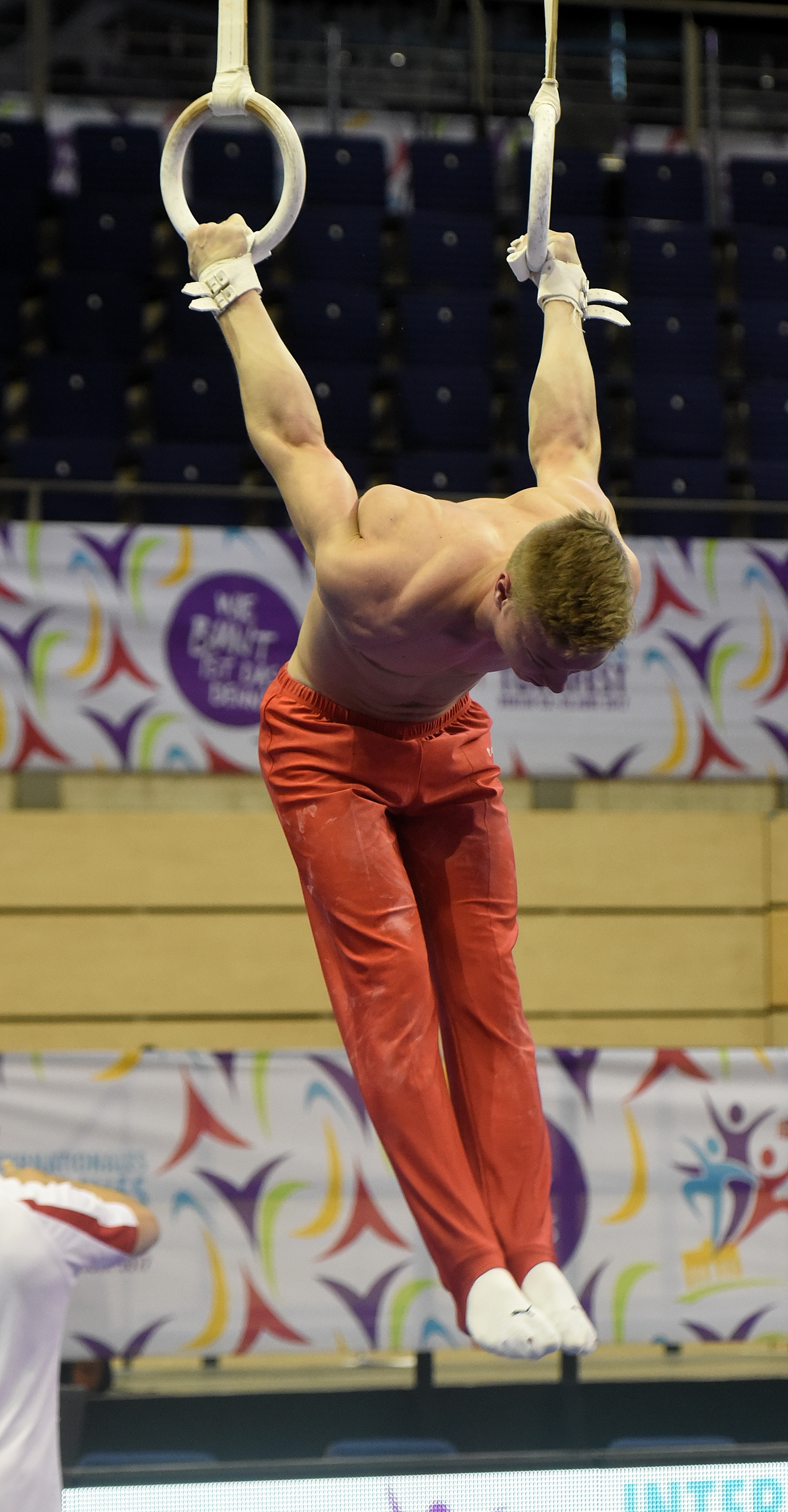
Lucas Herrmann beim langsamen Einkugeln aus dem Hang an den Ringen beim Training
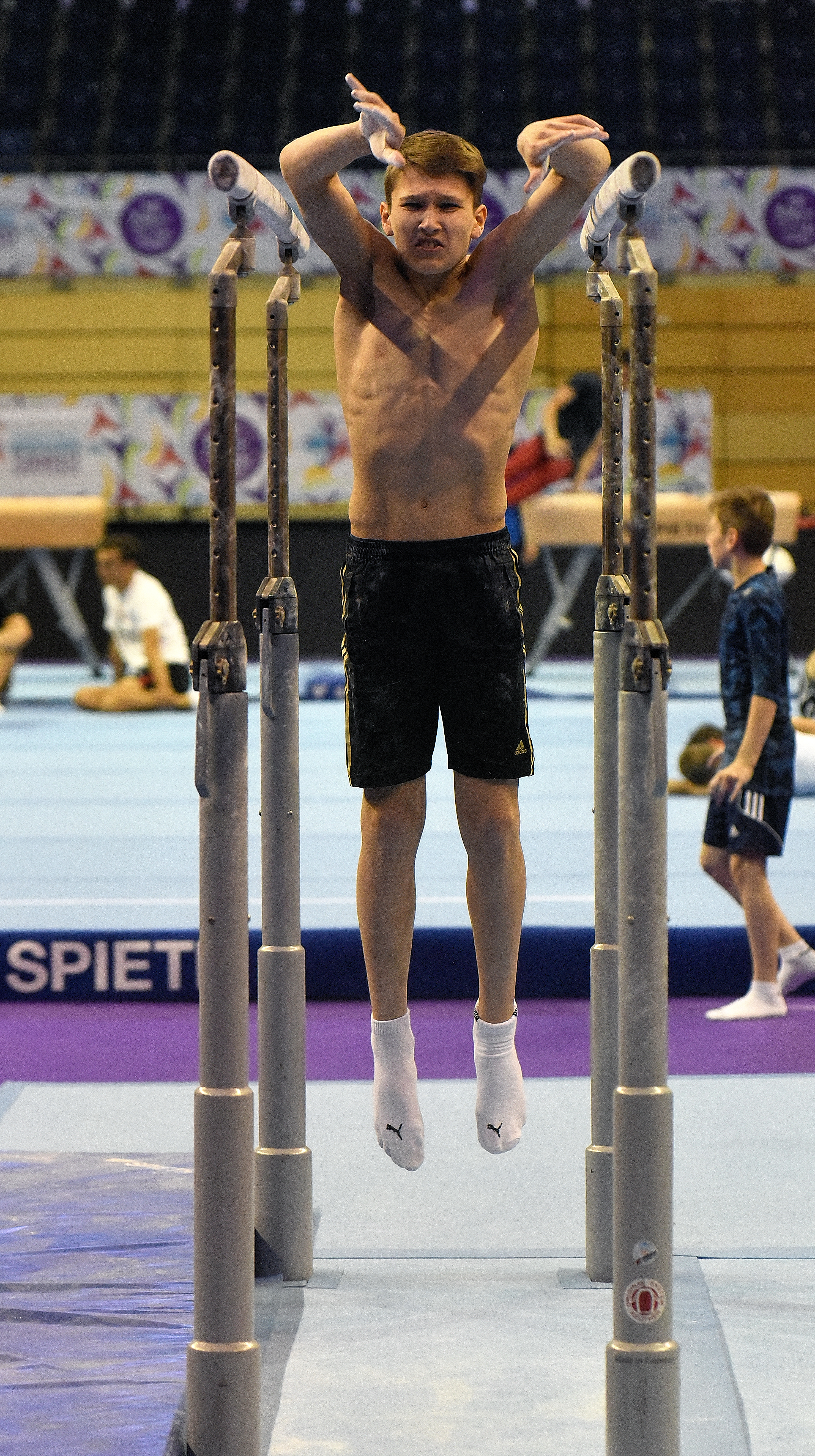
Leven Guddat beim Sprung auf den Barren beim Training
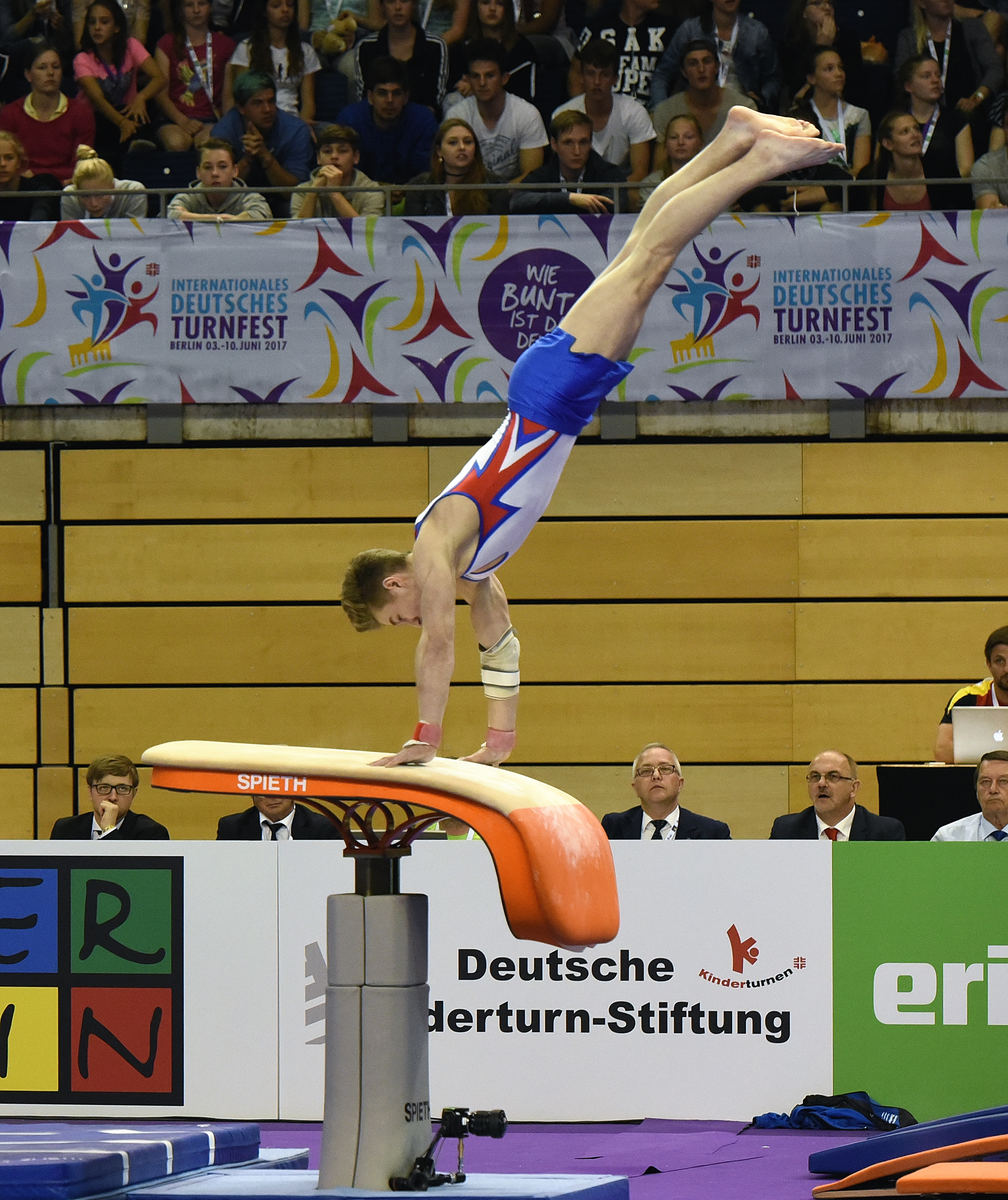
Glenn Trebing am Sprung bei den Gerätefinals